# Couvent de l'ordre du Christ
Le couvent de l'ordre du Christ (en portugais : Convento de Cristo), situé dans la ville portugaise de Tomar, était à l'origine une forteresse templière bâtie au XIIe siècle. Lorsque l'ordre du Temple a été dissous au XIVe siècle, la branche portugaise de l'ordre a été transformée en chevaliers de l'ordre du Christ, qui soutiendront les découvertes maritimes du Portugal du XVe siècle. 
Le couvent du Christ de Tomar est l'un des monuments historiques  et artistiques les plus importants du Portugal. Il est inscrit au patrimoine mondial de l'UNESCO depuis 1983.

## Historique

### La forteresse du Temple
Le château des chevaliers du Temple de Tomar a été construit par Gualdim Pais, maître provincial de l'ordre du Temple, vers 1160. Quelques années après, le château fut choisi comme siège de l'Ordre au Portugal. Durant la Reconquista, le château de Tomar faisait partie du système de défense créé par les Templiers pour sécuriser la frontière du jeune royaume chrétien contre les Maures, frontière qui, au milieu du XIIe siècle, correspondait à peu près aux rives du fleuve Tage.
L'église ronde (rotunda) du château de Tomar a été construite durant la deuxième moitié du XIIe siècle. L'église, comme quelques autres églises du Temple en Europe, aurait été bâtie sur le modèle de la mosquée d'Omar à Jérusalem, que les croisés ont cru, à tort, être un vestige du Temple de Salomon. La Basilique du Saint-Sépulcre à Jérusalem pourrait également avoir servi de modèle. 
Selon les chroniqueurs chrétiens, le château de Tomar a résisté, en 1190, aux attaques du calife Abu Yusuf Yaqub al-Mansur, qui avait auparavant pris d'autres forteresses portugaises dans le sud du pays. Une plaque près de l'entrée de l'église du château commémore d'ailleurs cet exploit.

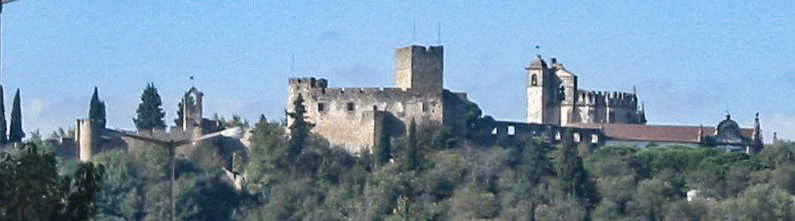
Vue du château de Tomar avec le couvent de l'ordre du Christ à l'intérieur. La citadelle avec le donjon est au centre de l'image et l'église ronde (avec un beffroi) est sur la droite.

### Le siège de l'ordre du Christ
L'ordre du Temple a été supprimé dans la plupart des pays d'Europe en 1312. Au Portugal, ses membres, ses capitaux et une partie de sa vocation ont été transmis à l'ordre du Christ, créé en 1319 par le roi Denis Ier de Portugal.  L'ordre du Christ s'est installé, en 1357, à Tomar, qui est devenue son siège.
L'un des plus grands maîtres de l'ordre était le prince Henri le Navigateur, qui a régné sur l'ordre de 1417 jusqu'à sa mort en 1460. Le Prince Henri a donné une grande impulsion aux expéditions portugaises pendant la période des Grandes découvertes. Dans le couvent, le prince Henri a commandé la construction de divers cloîtres et autres bâtiments. Il est également à l'initiative des améliorations urbaines de la ville de Tomar.
Une autre personnalité importante liée à l'ordre du Christ était Manuel Ier de Portugal, qui est devenu maître de l'ordre en 1484 et roi du Portugal en 1495. Sous son règne, le Couvent a connu plusieurs améliorations importantes, notamment l'ajout d'une nouvelle nef dans l'église et de décorations intérieures composées de peintures et sculptures. 
Le successeur de Manuel Ier, Jean III de Portugal, a démilitarisé l'ordre, le transformant en un ordre plus religieux suivant les préceptes de Bernard de Clairvaux. Il a également commandé la construction d'un nouveau cloître, en 1557, qui est l'un des meilleurs exemples de l'architecture Renaissance au Portugal.
En 1581, après une lutte pour la succession au trône, la noblesse portugaise s'est réunie dans le couvent de l'ordre du Christ à Tomar et a officiellement reconnu Philippe II d'Espagne comme roi (Philippe Ier de Portugal). C'est le commencement de l'union ibérique (1581-1640), pendant laquelle les royaumes du Portugal et de l'Espagne ont été unis. L'aqueduc des Pegões a été construit pendant le règne espagnol.

## Description
Le château et le couvent sont des exemples de l'architecture romane, gothique, manueline et Renaissance.

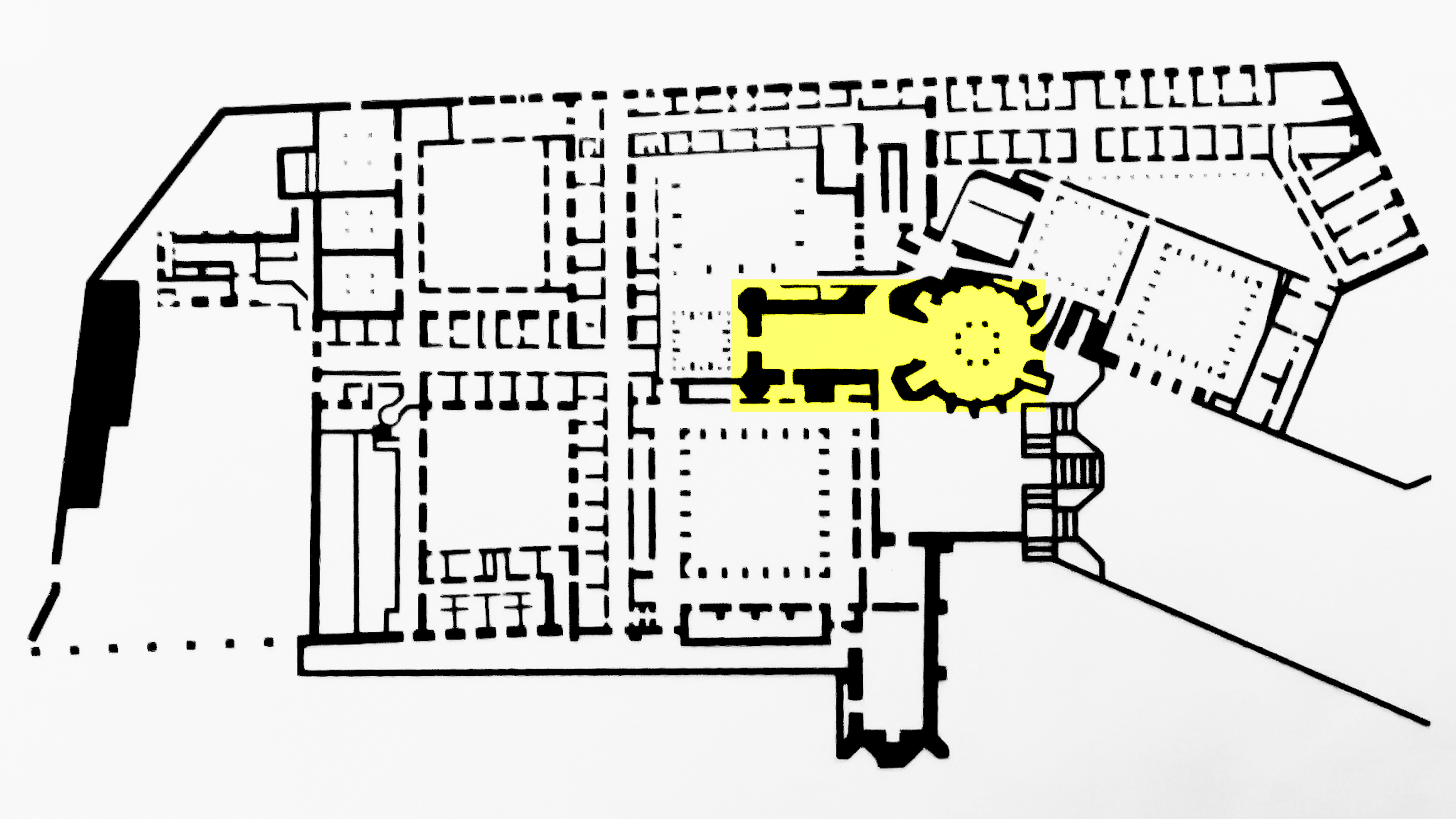
Rotonde et église manuéline.
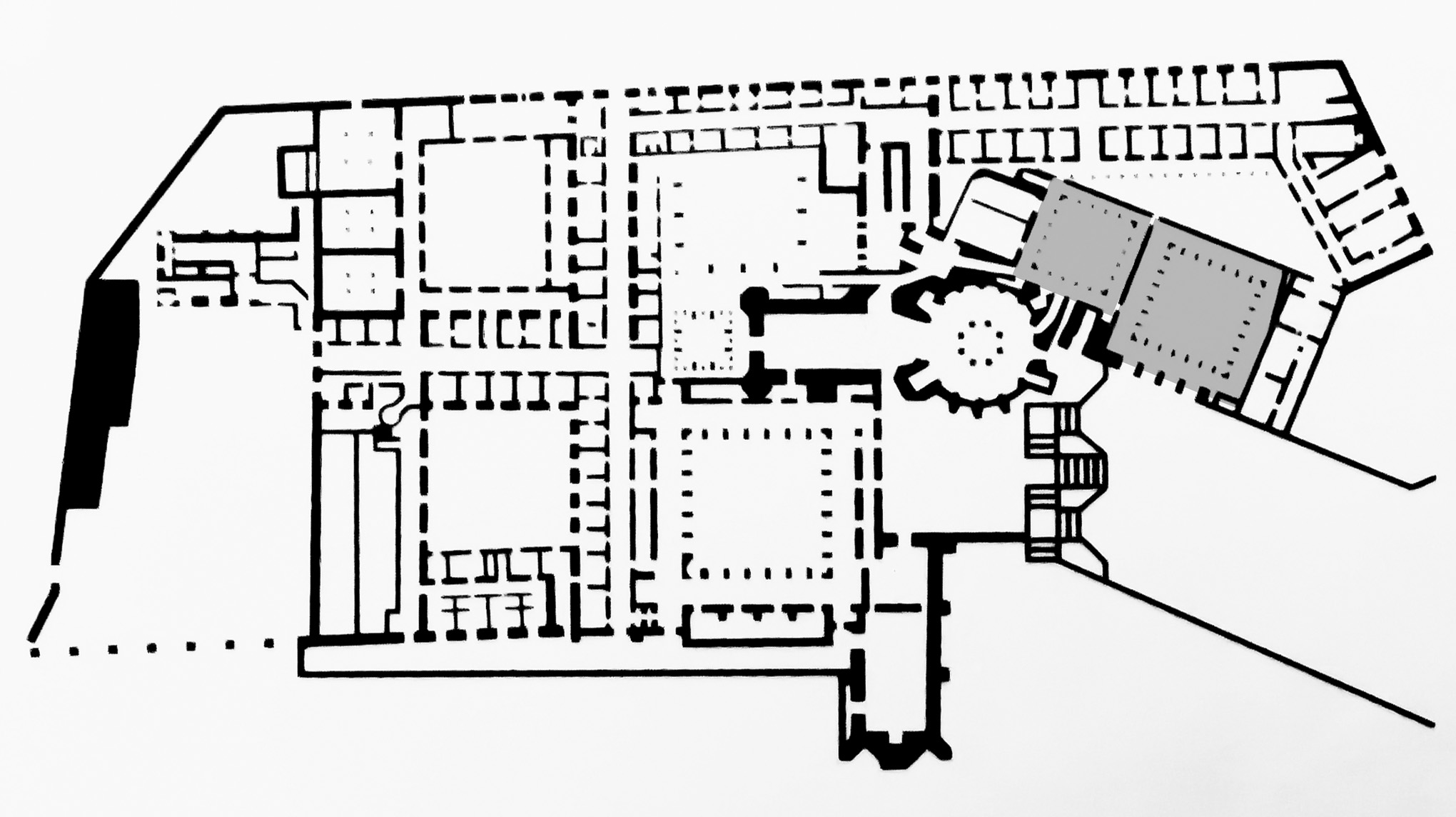
Cloîtres gothiques (en gris).
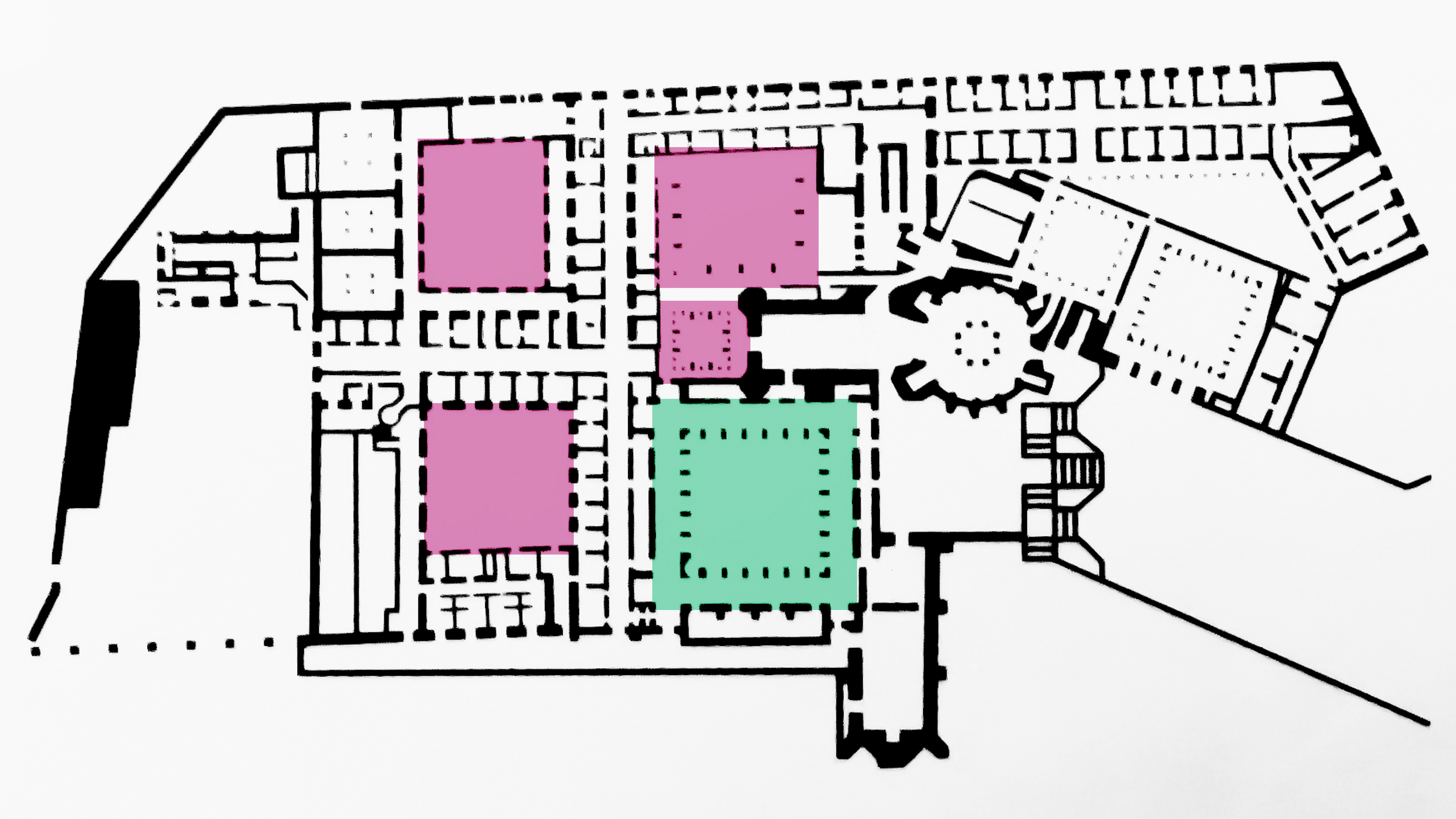
Cloîtres Renaissance (en rose), dont  de Jean III (en vert).
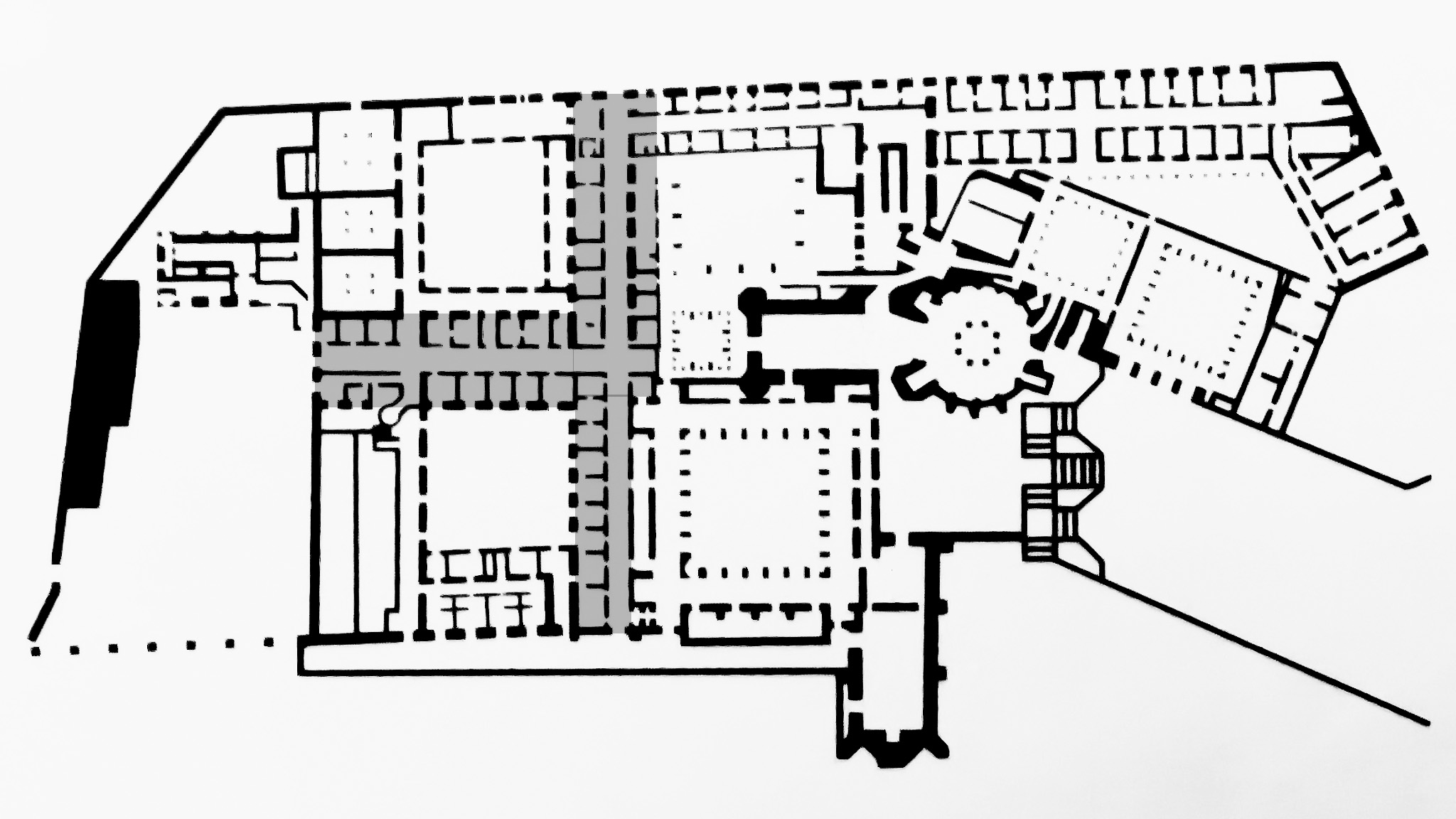
Dortoirs Renaissance (en gris).
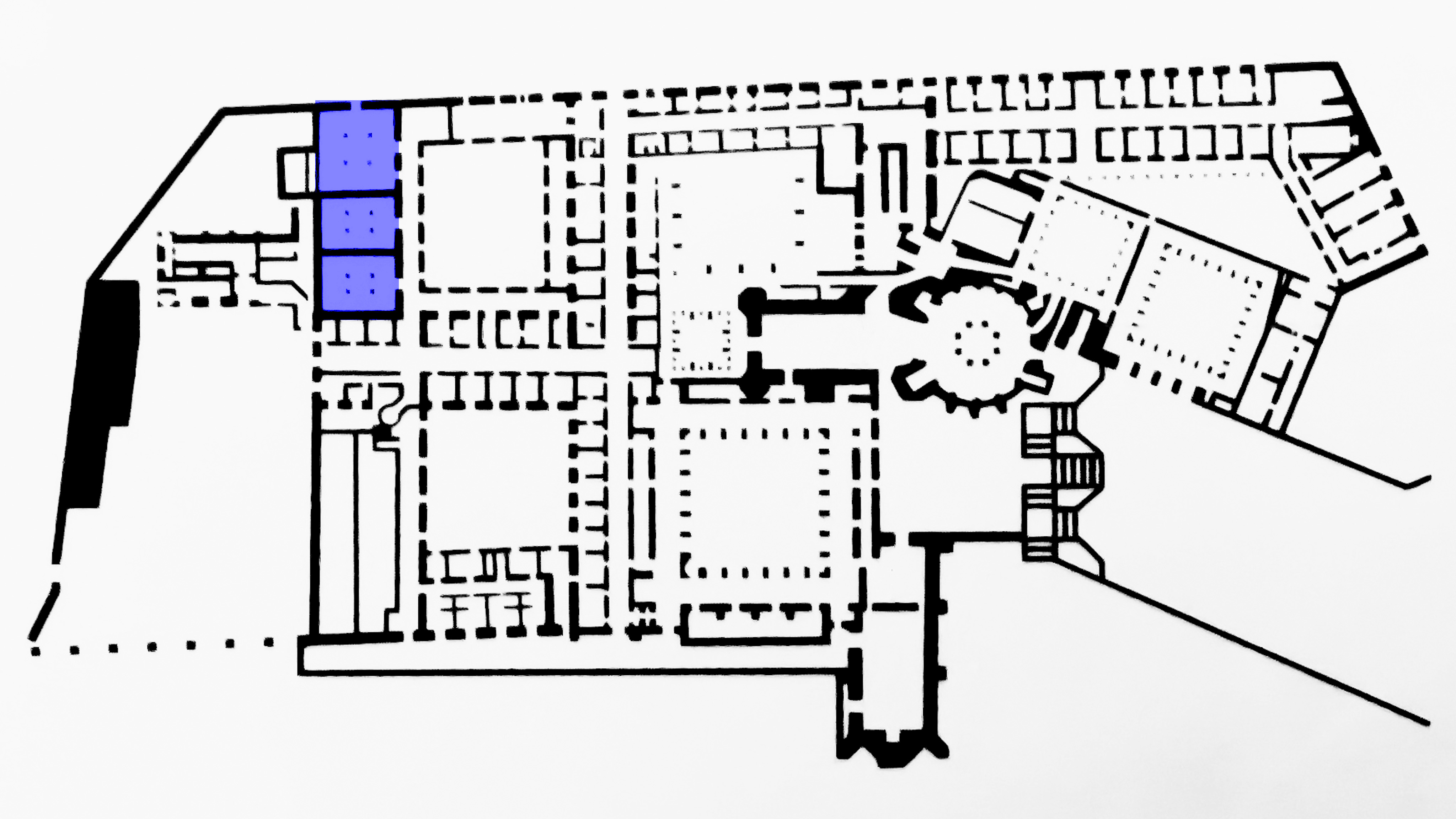
Salles du Noviciat.
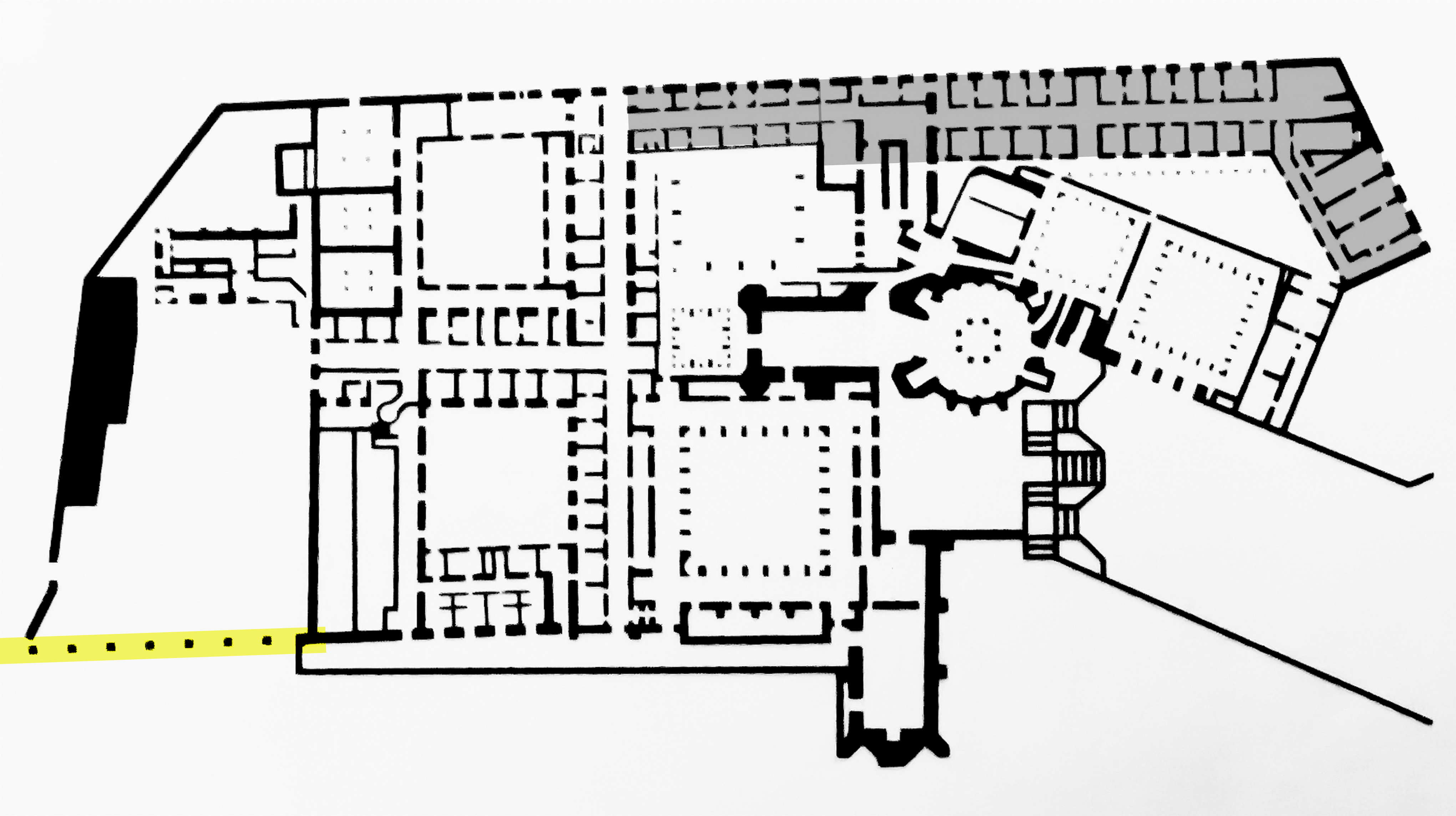
Nouveau bloc d'entrée, infirmerie (en gris) ; aqueduc (en jaune).

### Le château et les remparts

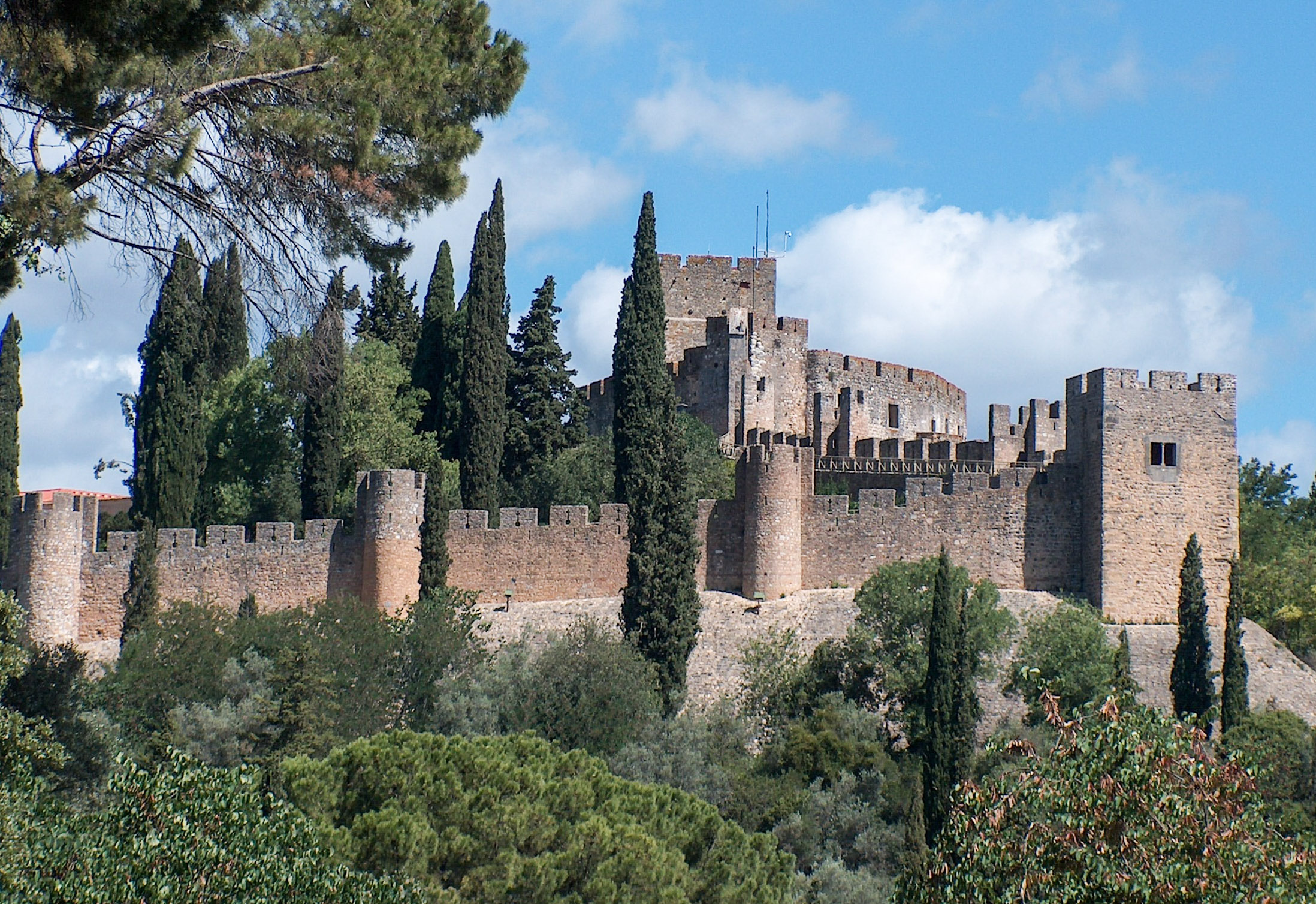
Le château de Tomar.

Le château de Tomar a été construit vers 1160 sur un emplacement stratégique, au-dessus d'une colline et à proximité du fleuve Nabão. Il possède un mur externe défensif et une citadelle (alcáçova) avec un donjon à l'intérieur. Le donjon, une tour centrale à vocation résidentielle et défensive, a été introduit au Portugal par les templiers, et celui de Tomar est parmi les plus vieux du pays. Une autre nouveauté apportée au Portugal par les templiers sont les tours rondes dans les murs externes, qui sont plus résistantes aux attaques que les tours carrées. Quand la ville a été fondée, la plupart de ses résidents ont vécu dans des maisons situées à l'intérieur des murs protecteurs du château. Le couvent a été construit pendant le règne espagnol.

### L'église du Couvent

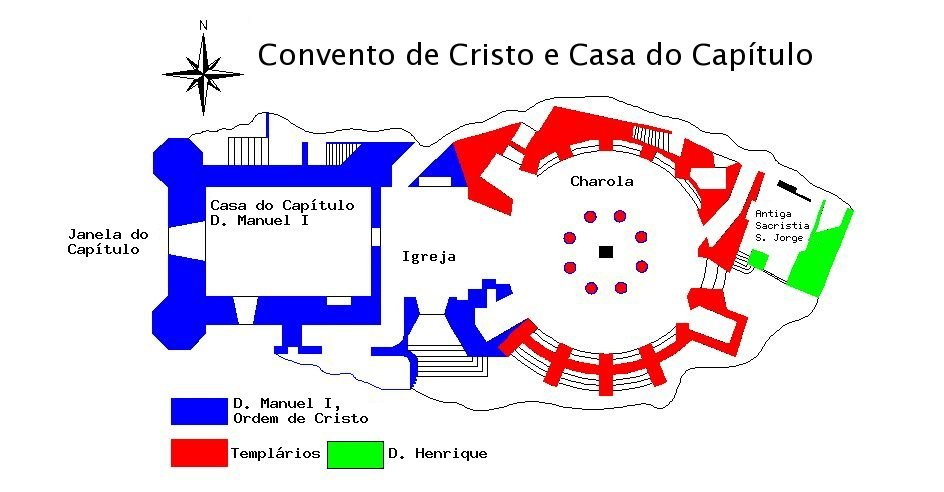
Plan de l'église manuéline et de la Rotonde : en vert l'église primitive, en rouge la rotonde, et la nef adjointe en bleu.

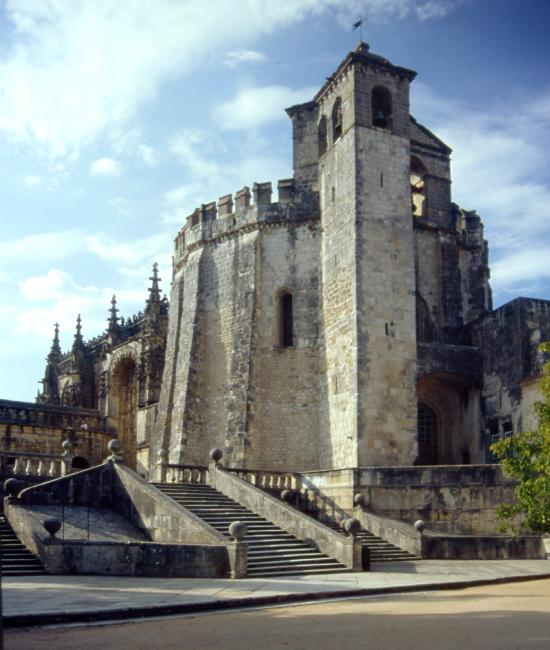
Vue extérieure de la Rotonde et de l'église.

L'église du Couvent est constituée de deux éléments conjoints : la Rotonde et l'église manuéline, contiguë.

#### La Rotonde ouCharola
L'église ronde du château, dite la Rotonde ou la charola (mot qui, en portugais, désigne le déambulatoire d'un édifice religieux), de style roman, a été construite pendant la deuxième moitié du XIIe siècle par les chevaliers du Temple. À l'extérieur, l'église est une structure polygonale fortifiée à 16 côtés, dotée de solides contreforts, de fenêtres rondes et d'un clocher. À l'intérieur, en son centre, se trouve la Rotonde, une structure octogonale reliée par des voûtes à une galerie (déambulatoire). La forme générale de l'église primitive est semblable aux structures rondes de la mosquée d'Omar ou de l'église du Saint-Sépulcre à Jérusalem. 
La Rotonde est l'oratoire primitif des Templiers, sorte de clocher-lanterne, un véritable sanctuaire. Cette lanterne est magnifiquement décorée de sculptures et de peintures de style gothique et manuélin, qui furent ajoutées pendant la rénovation ordonnée par le roi Manuel Ier à partir de 1499.  Ainsi les piliers de l'octogone central et les murs du déambulatoire sont agrémentés de statues polychromes de saints et d'anges, tandis que les murs et les plafonds du déambulatoire sont peints dans le style gothique ou ornés de panneaux illustrant la vie du Christ.

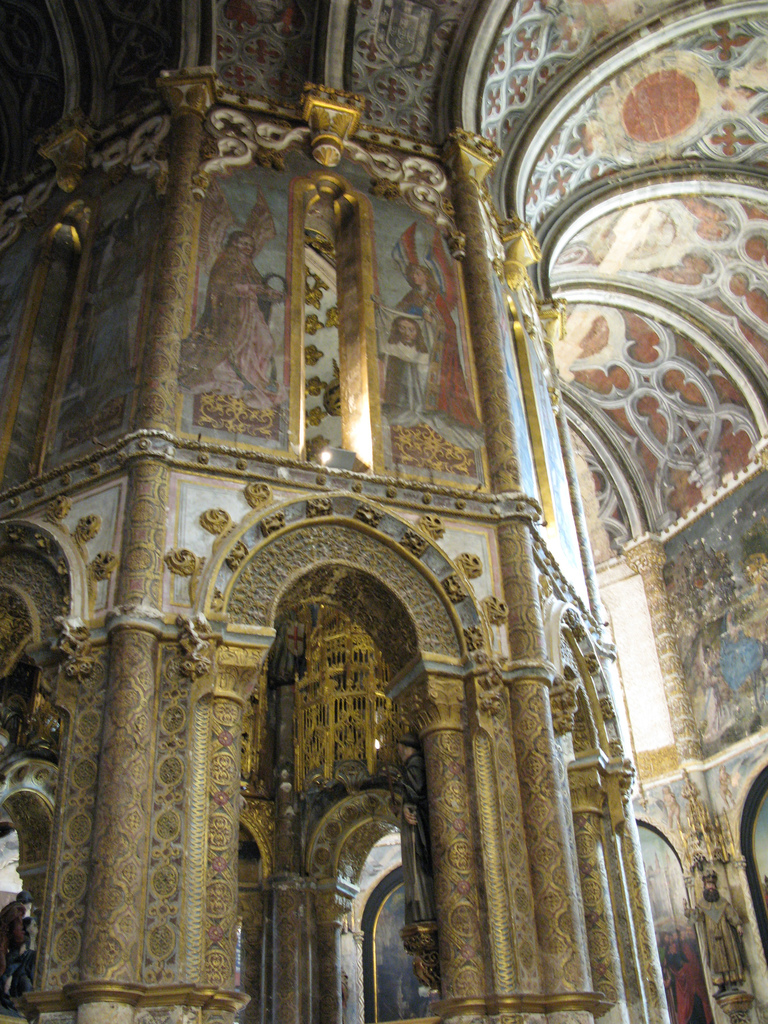
Intérieur de la Rotonde.
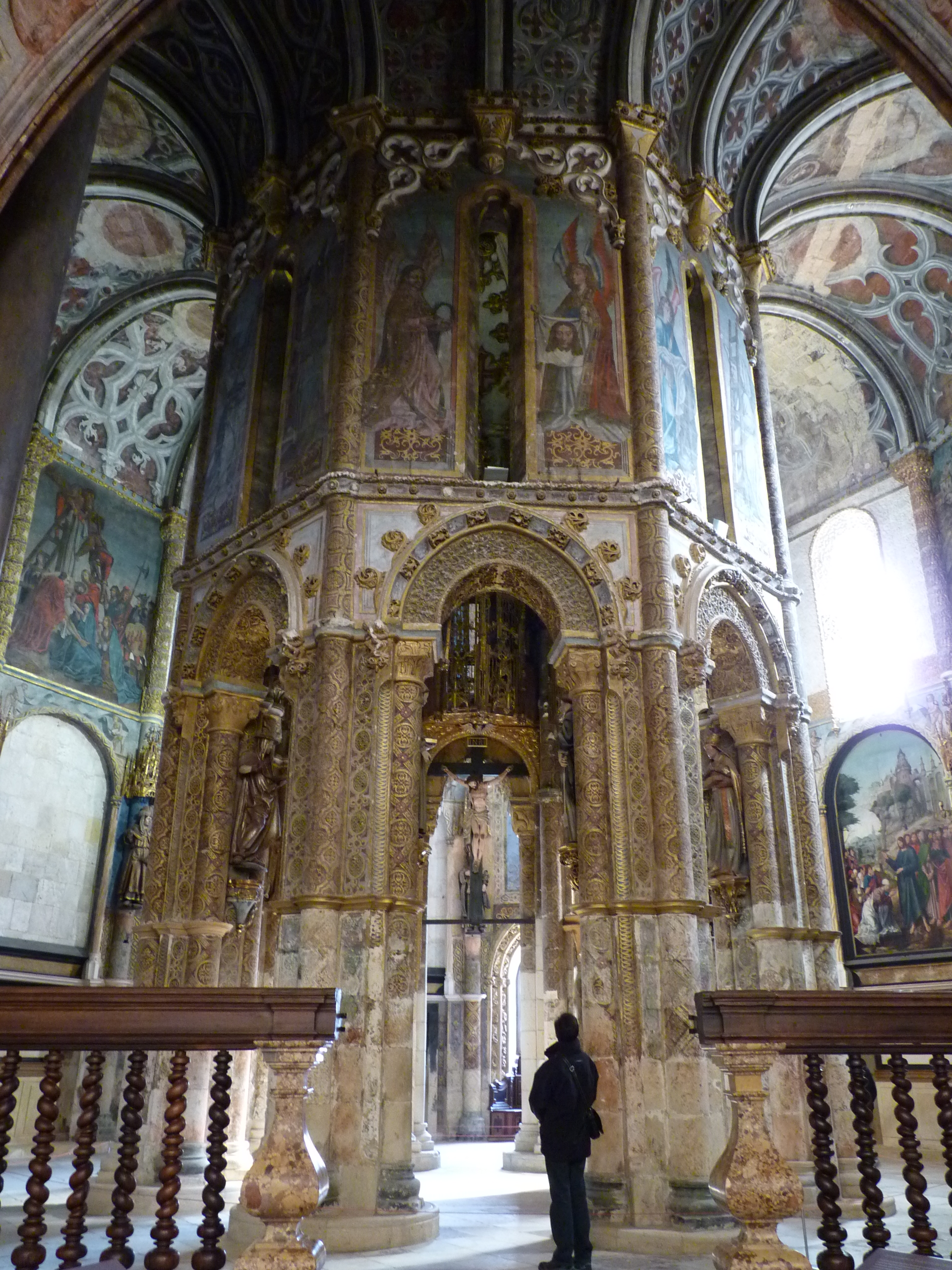
Charola
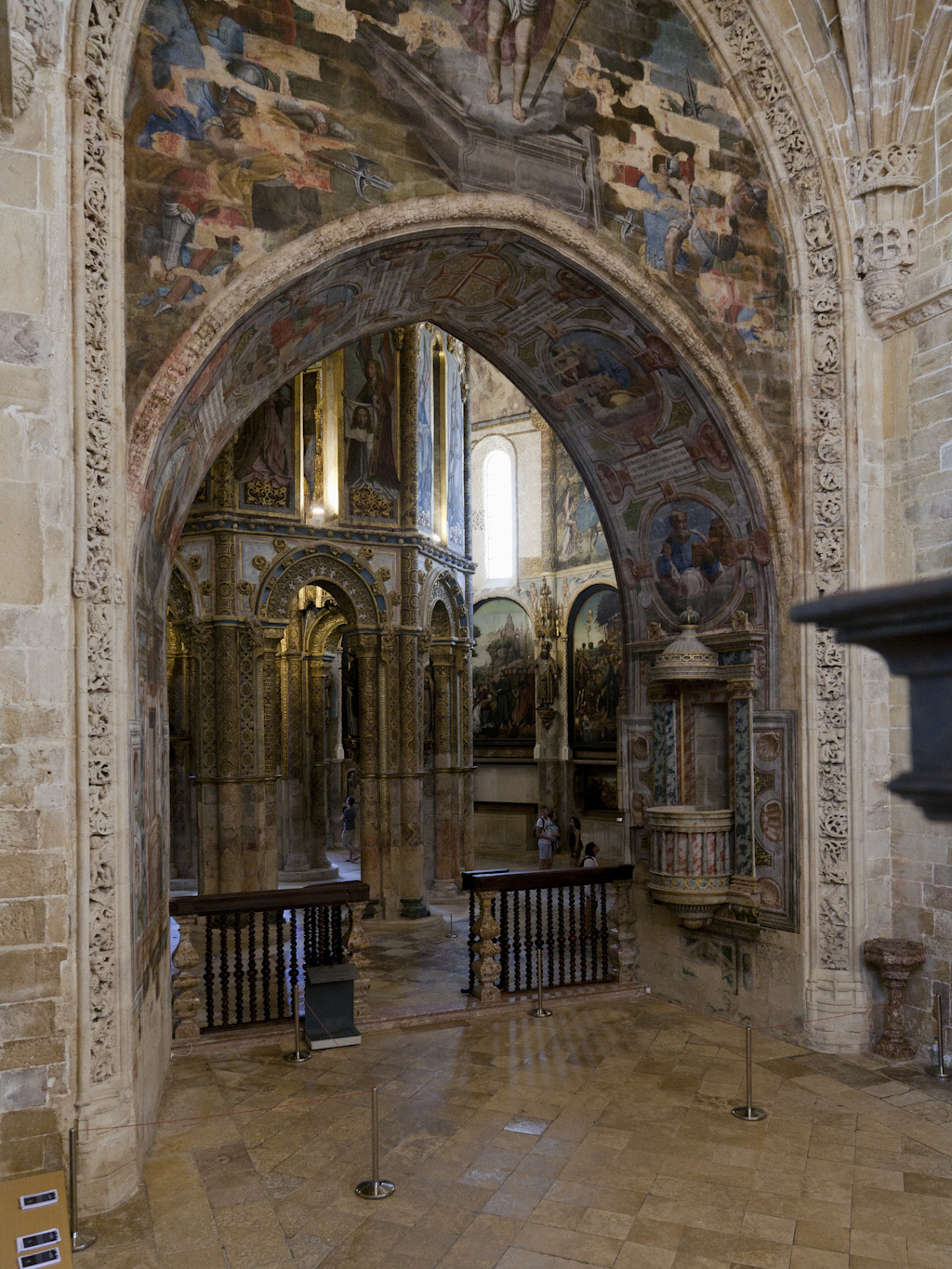
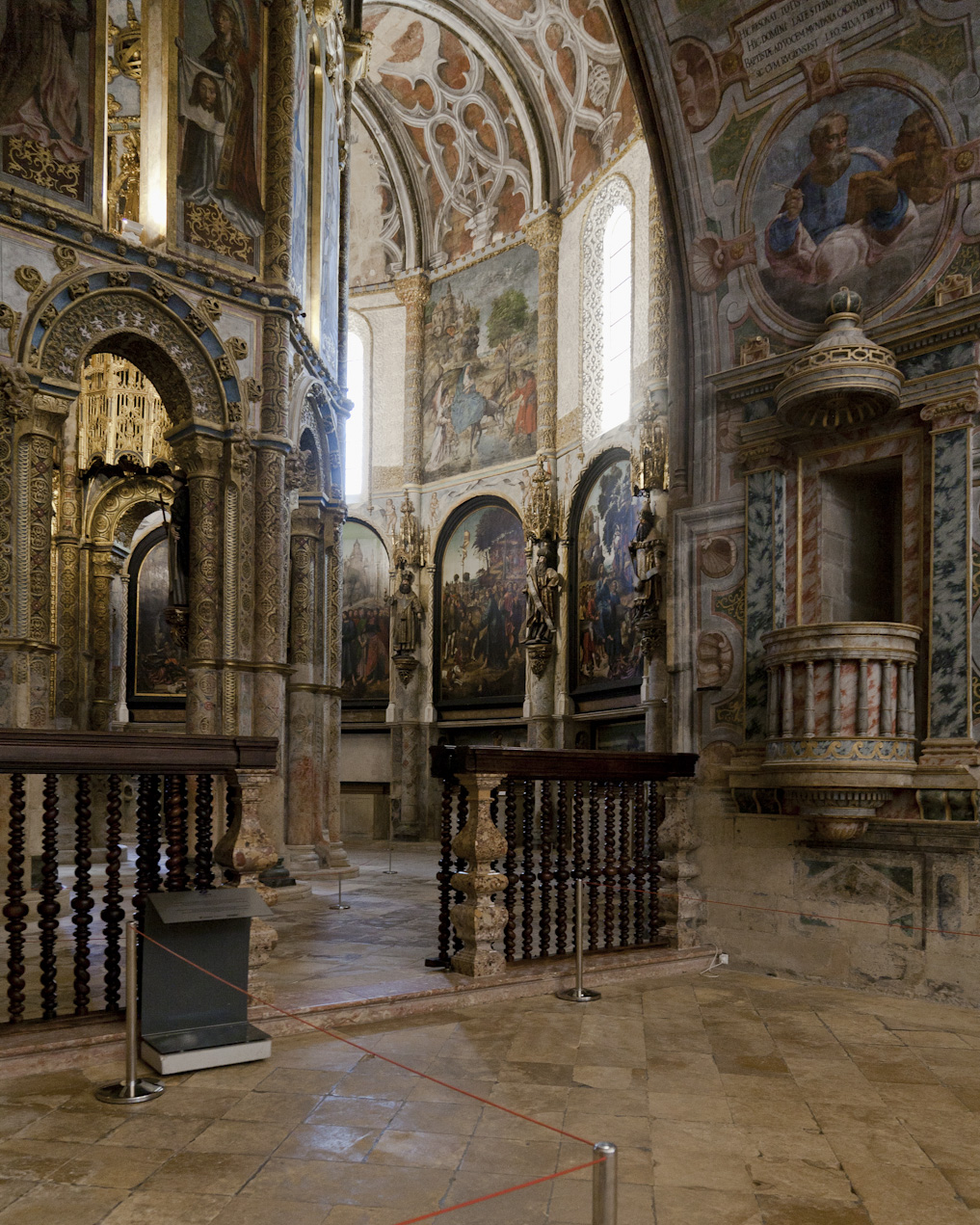
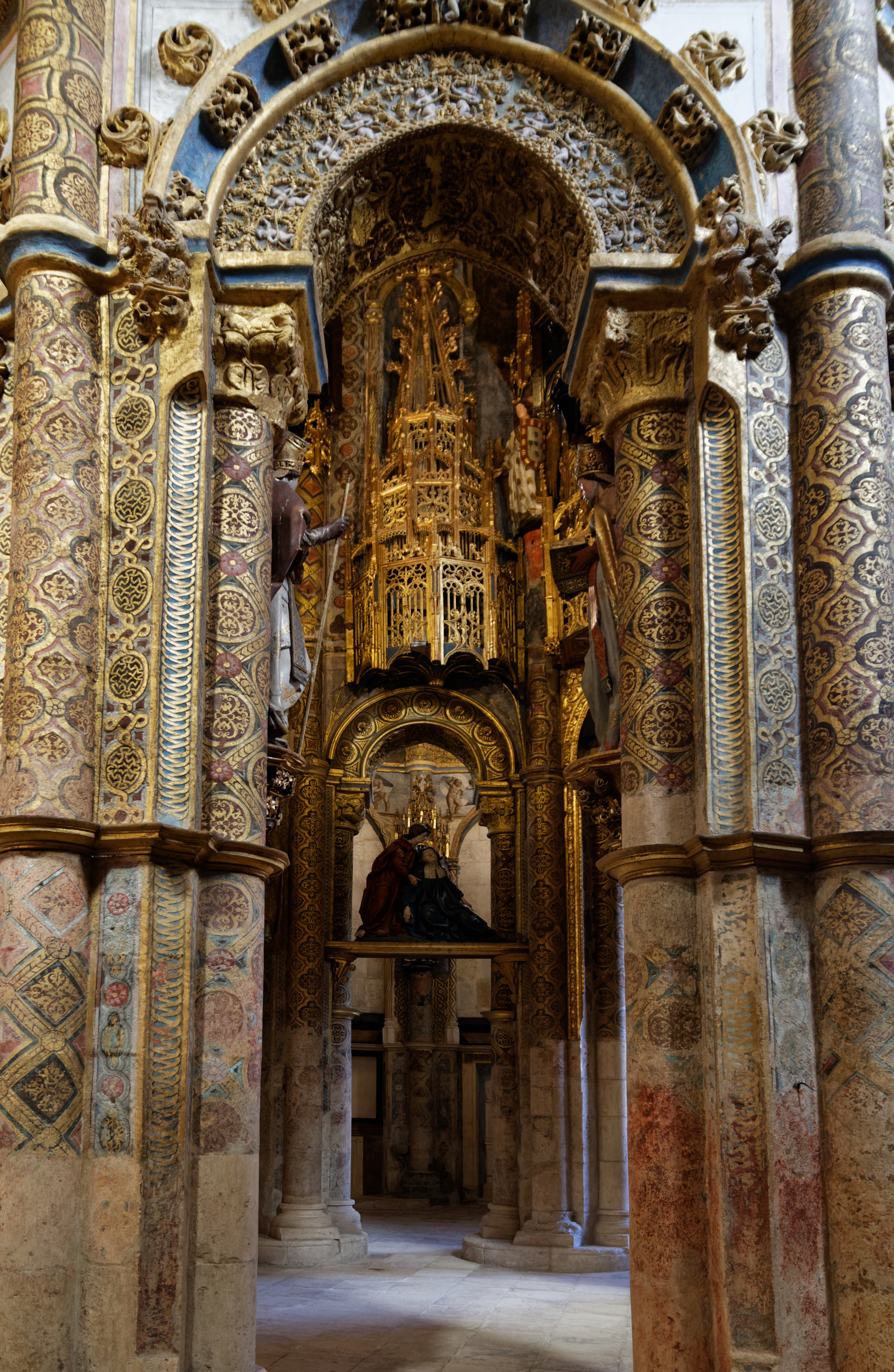

Le long processus de restauration de la charola (commencé à la fin des années 1980 et terminé en 2013,) a révélé le trésor longtemps caché des peintures en trompe l'œil de l'époque manuéline, « dont la vue transforme remarquablement la lecture de l'espace intérieur de la Charola »,.
Les peintures sont attribuées au peintre de la cour de Manuel Ier, le Portugais Jorge Afonso, et les décorations sculptées sont du sculpteur flamand Olivier de Gand et de l'Espagnol Hernán Muñoz.  Les chapiteaux des colonnes sont de style roman (fin du XIIe siècle) et ils dépeignent des motifs végétaux et animaux, tels que Daniel dans la scène du repaire des lions. Le style des chapiteaux montre l'influence des artistes travaillant, à la même époque, à la construction de la cathédrale de Coimbra. La nef de l'église, construite sur un plan quadrilatéral, et la voûte, qui permet de communiquer avec la lanterne, ont été construites et adjointes entre 1510 et 1512.

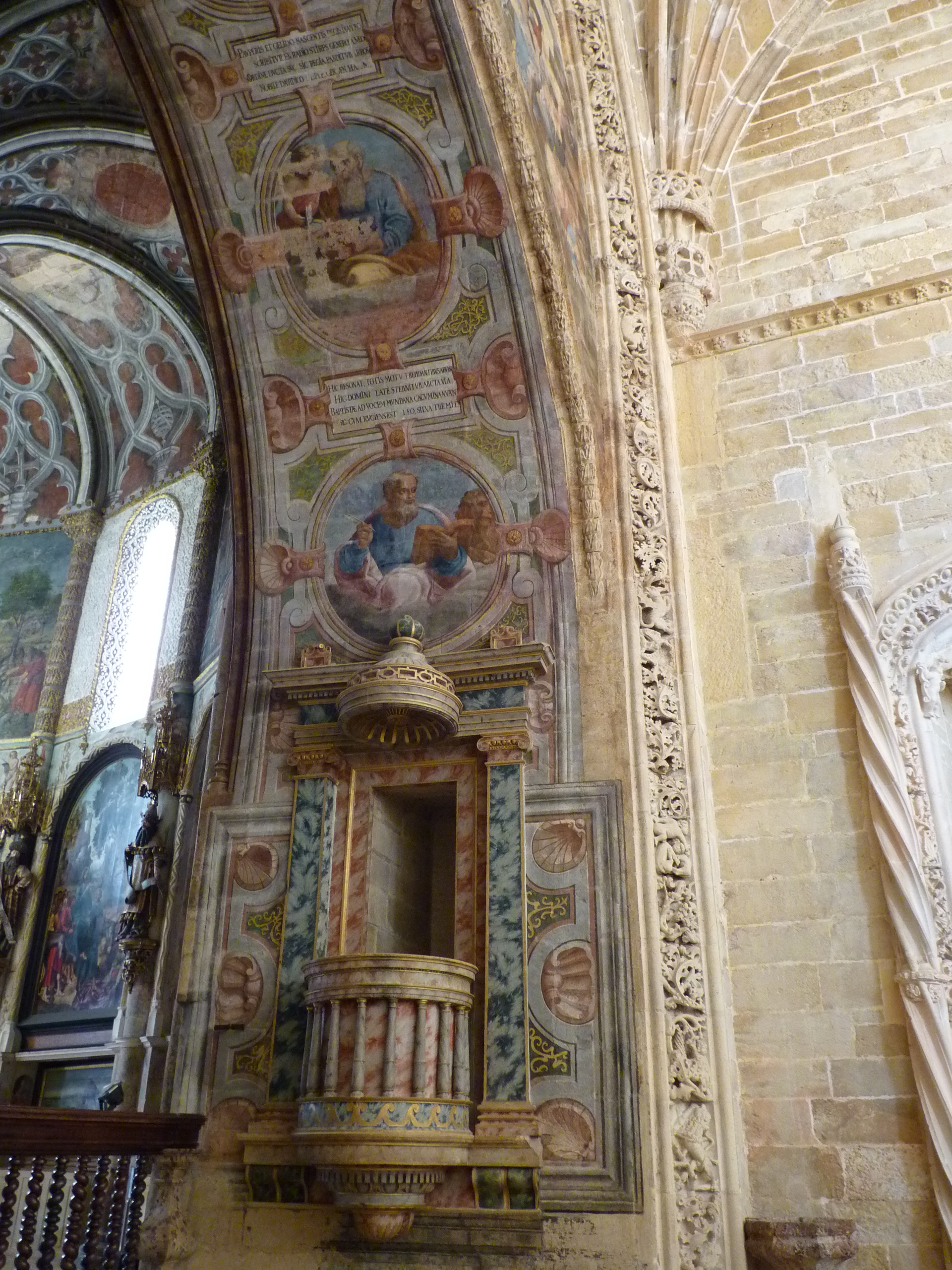
Peintures de la Rotonde.
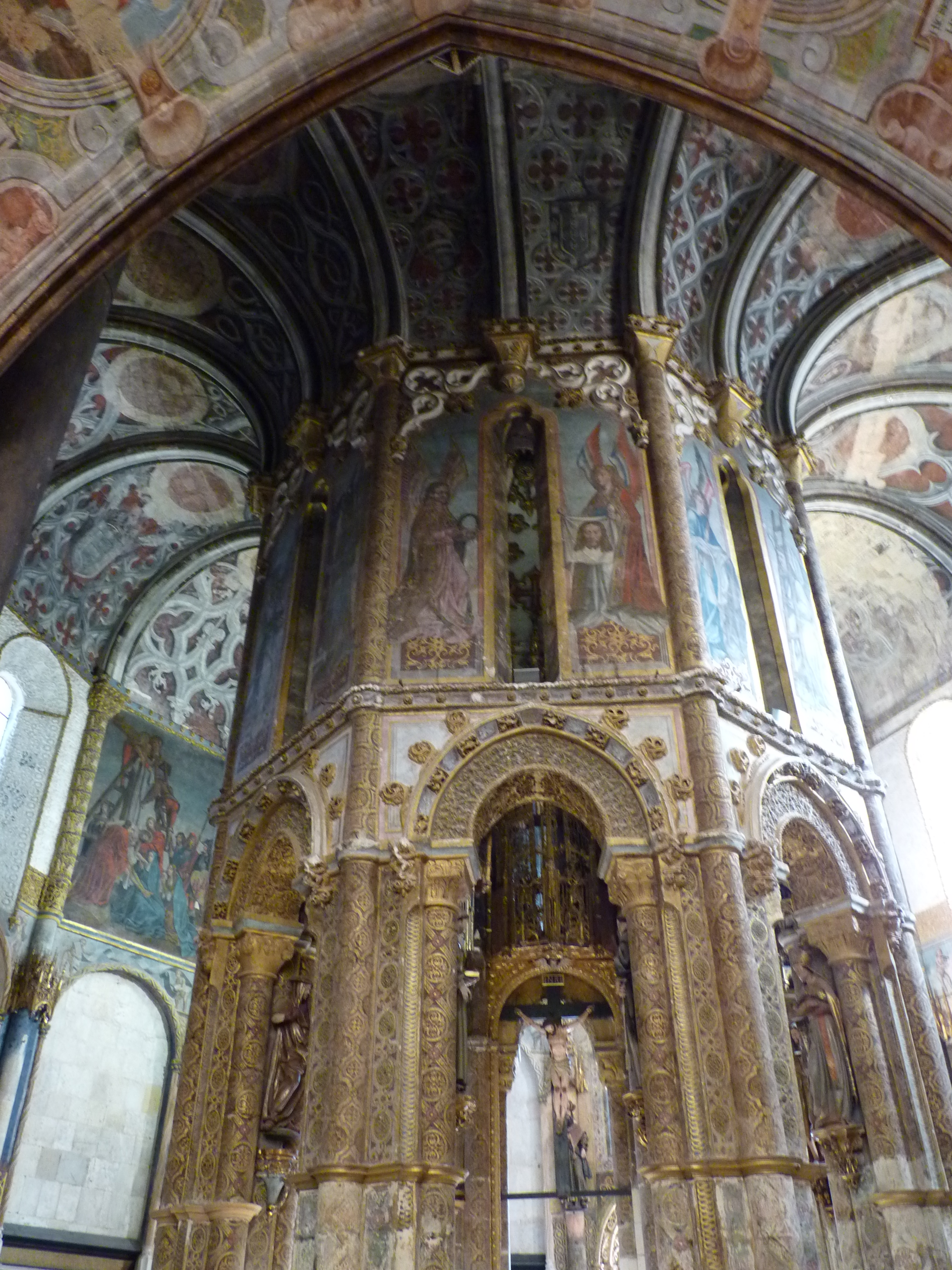
Pilier central.
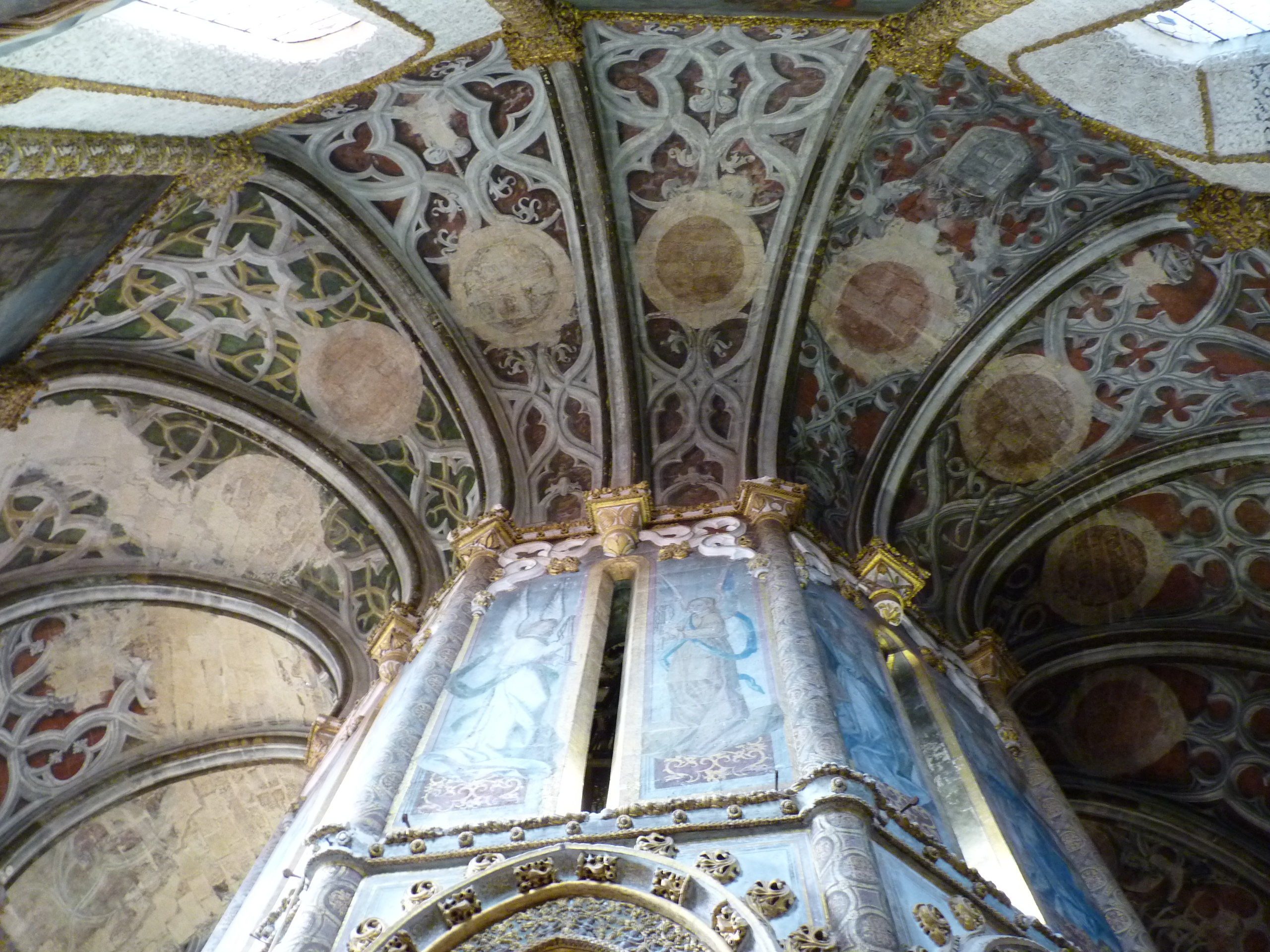
Pilier central.

#### L'église manuéline
Durant le règne d'Henri le navigateur (première moitié du XVe siècle), une nef gothique a été ajoutée à l'église du couvent, transformant de fait l'église ronde en église abside. À partir de 1510, le roi Manuel Ier fit reconstruire la nef suivant le style en vogue à l'époque, un mélange de gothique flamboyant et de Renaissance que les historiens de l'art appelleront par la suite le style manuélin. Les architectes ayant participé à cette reconstruction étaient le Portugais João de Castilho et l'Espagnol Diogo de Arruda. 

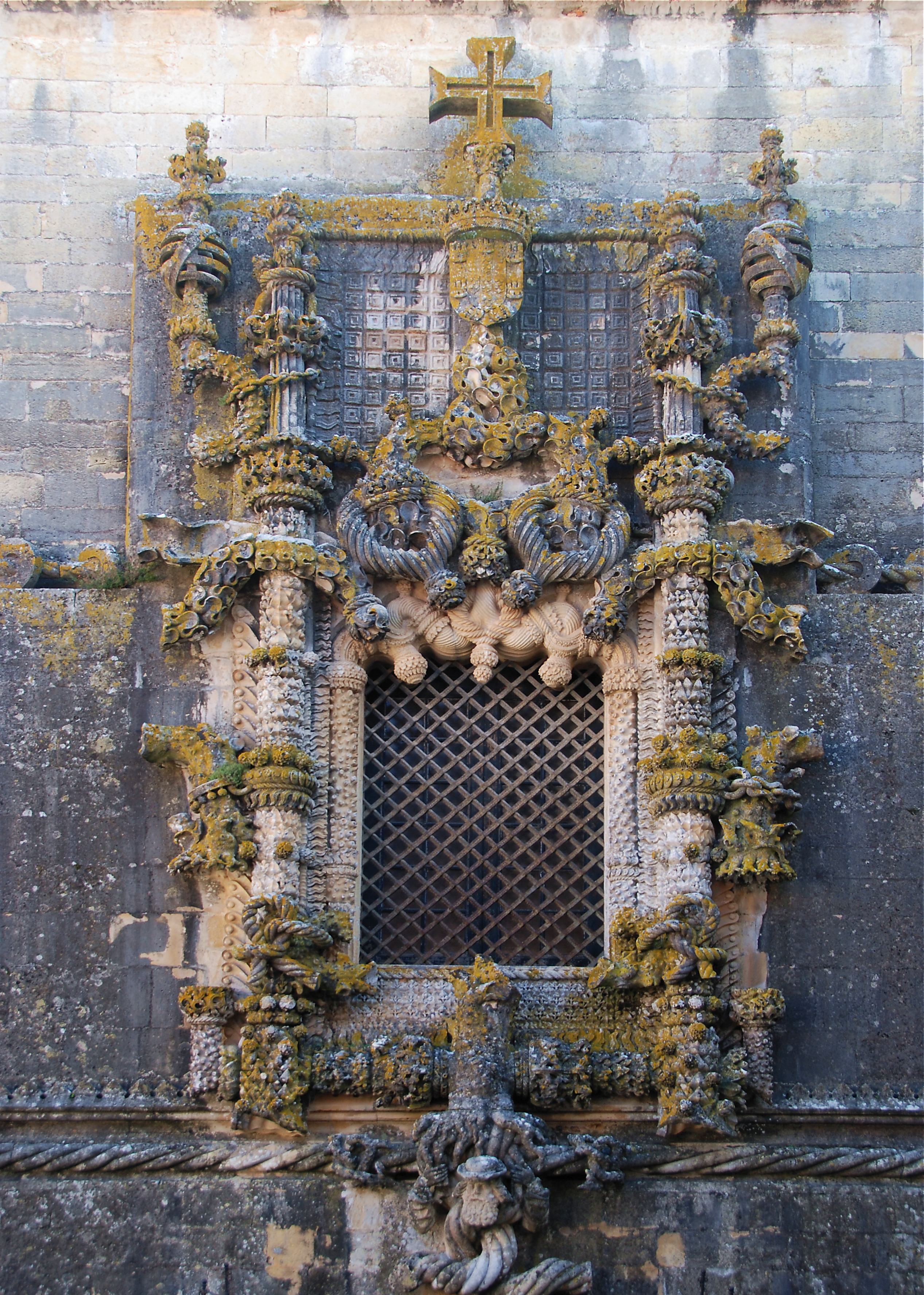
Fenêtre de style manuélin donnant sur la nef de l'église du Couvent du Christ vu du cloître de Sainte Barbe.

De l'extérieur, la nef rectangulaire est ornée de très nombreux motifs de style manuélin, avec notamment des gargouilles, des pinacles gothiques, des statues et des « cordes » qui rappellent celles utilisées sur les bateaux pendant l'ère des grandes découvertes. Elle est ornée aussi par la croix de l'ordre du Christ et l'emblème du roi Manuel Ier, la sphère armillaire. Une fenêtre énorme visible depuis le cloître de Saint Barbara, nommée la fenêtre de la Chambre du chapitre (Janela da sala do Capítulo), se situe sur la façade ouest de la nef. Elle comprend la plupart des motifs typiques du style manuélin : les symboles de l'ordre du Christ et de Manuel Ier, les cordes, des coraux et des motifs végétaux. Une figure humaine au milieu de la fenêtre représente probablement le concepteur, Diogo de Arruda. Cette fenêtre du couvent constitue un des chefs-d'œuvre de la décoration de style manuélin.

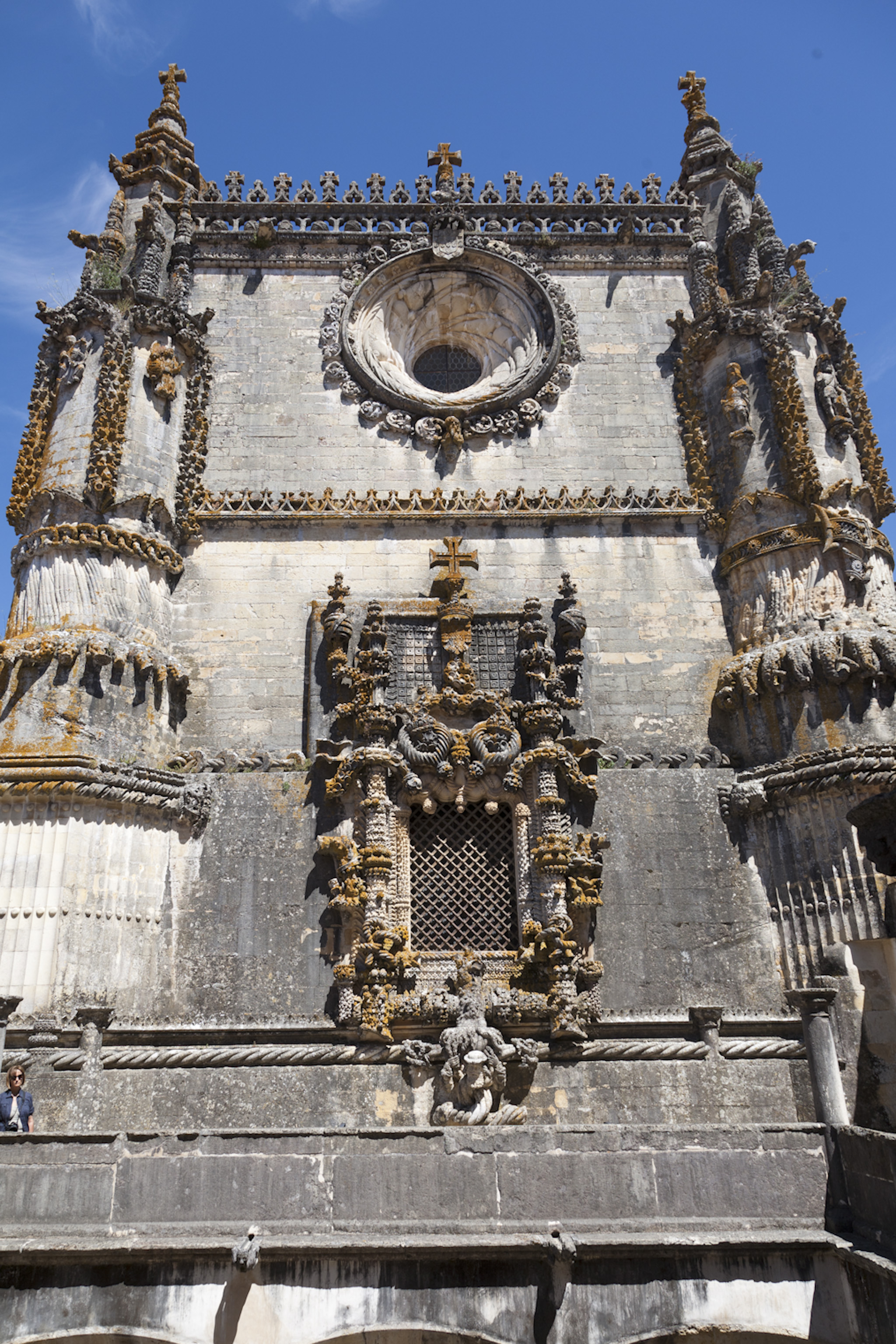
Façade occidentale de l'église manuéline.
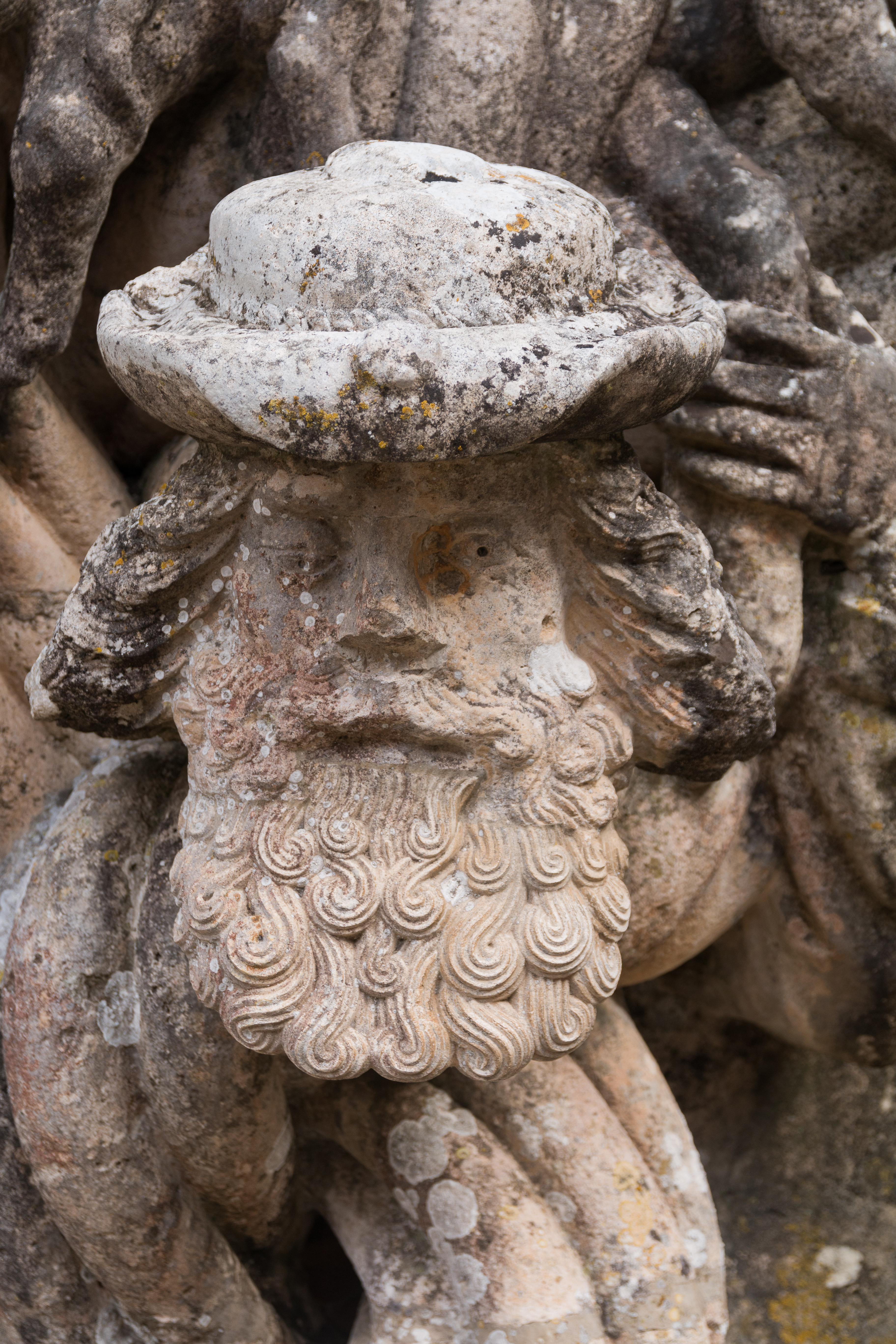
Tête d'un marin.
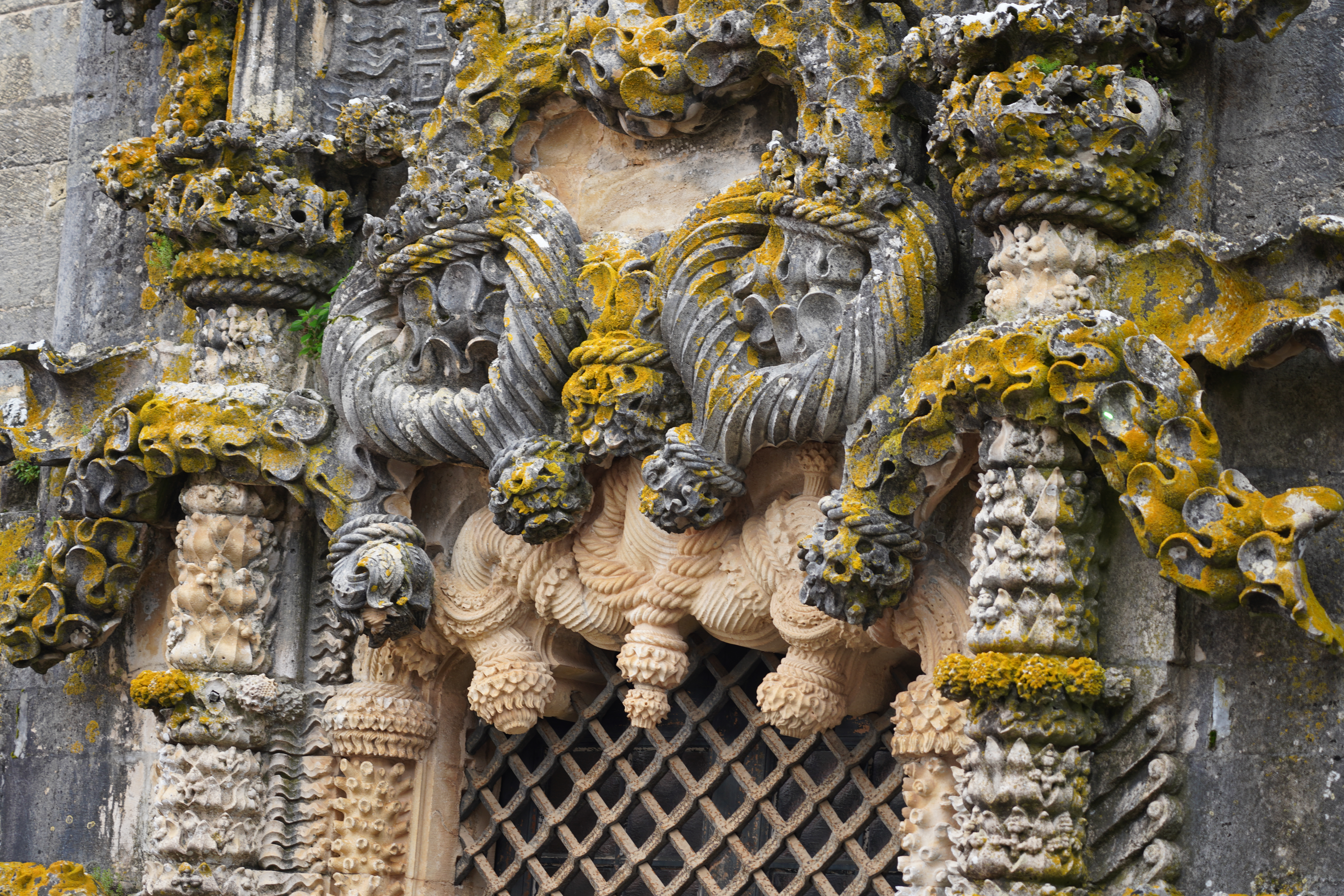
Détail.
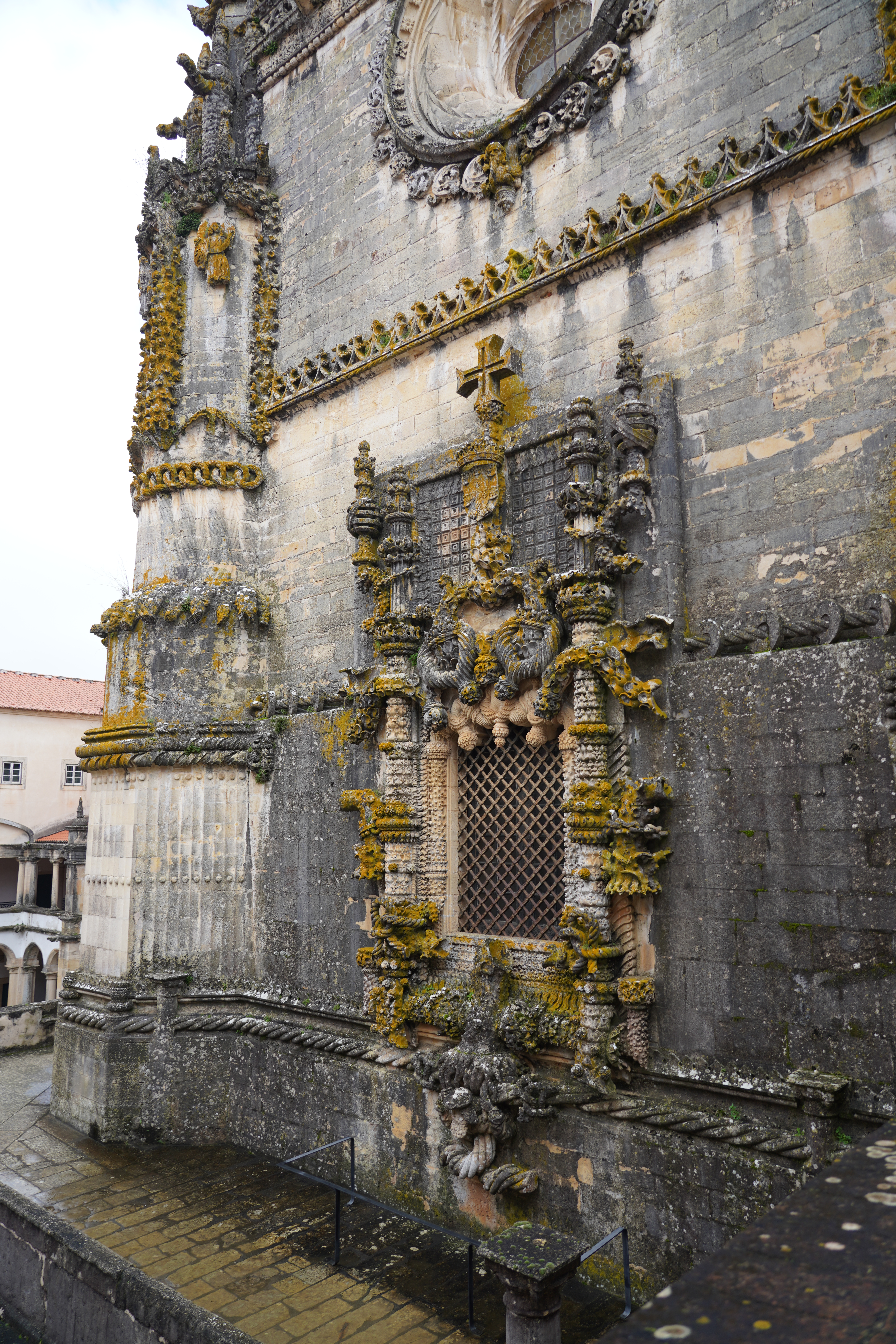
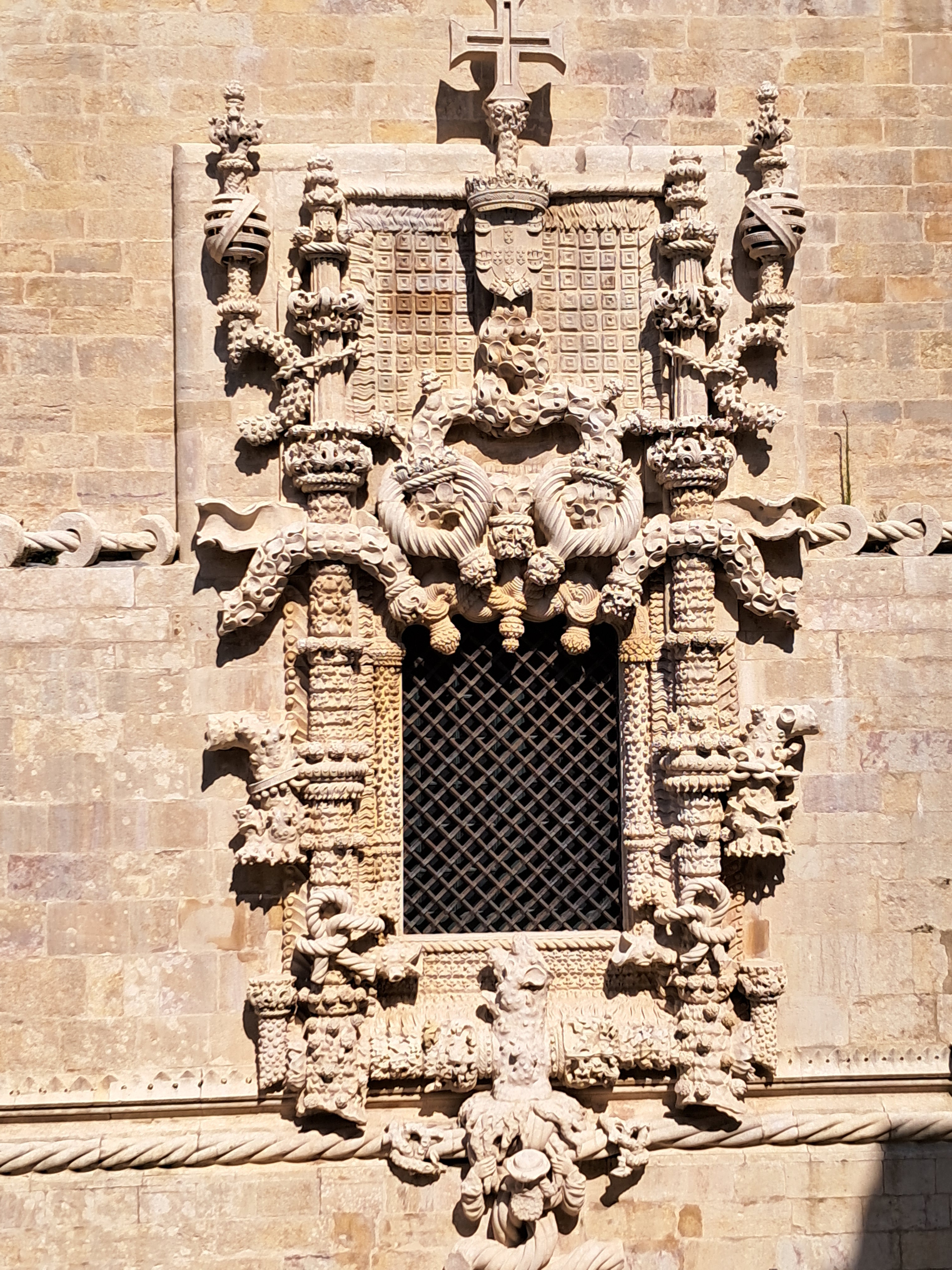
Fenêtre de style manuélin

L'entrée de l'église se fait par un portail latéral magnifique, également décoré de motifs abondants de style manuélin telles que des statues de la Vierge avec l'enfant et des prophètes de l'Ancien Testament. Ce portail a été conçu par João de Castilho vers 1530. 
À l'intérieur, la nef est reliée à l'église de style roman par une grande voûte. La nef, décorée d'une superbe voûte, comporte un chœur surélevé dans lequel se trouvaient des stalles de style manuélin, malheureusement détruites par les troupes napoléoniennes lors de la guerre d'Espagne au début du XIXe siècle. Sous le chœur se trouve une salle qui était la sacristie de l'église.

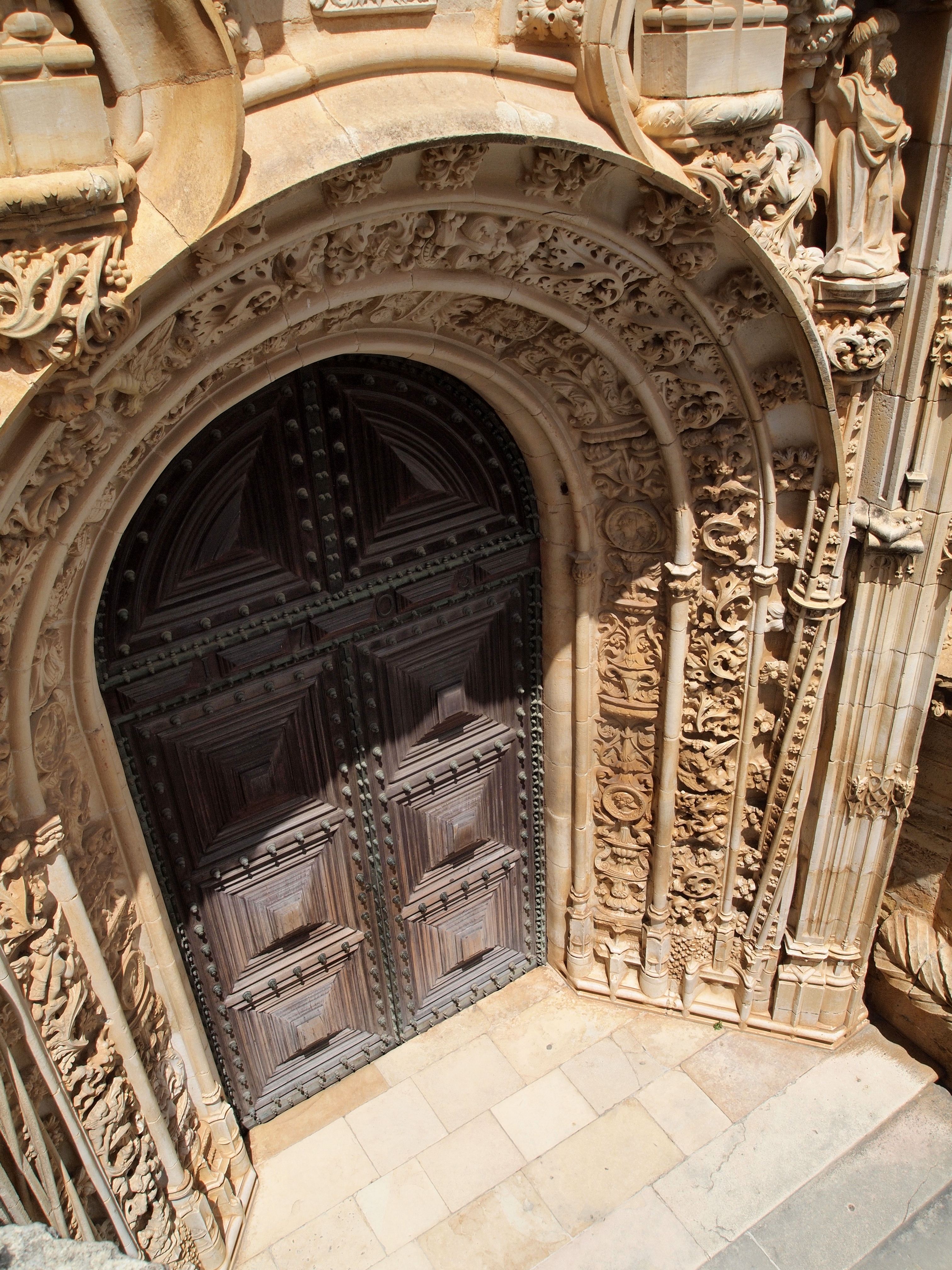
Portail de l'église.
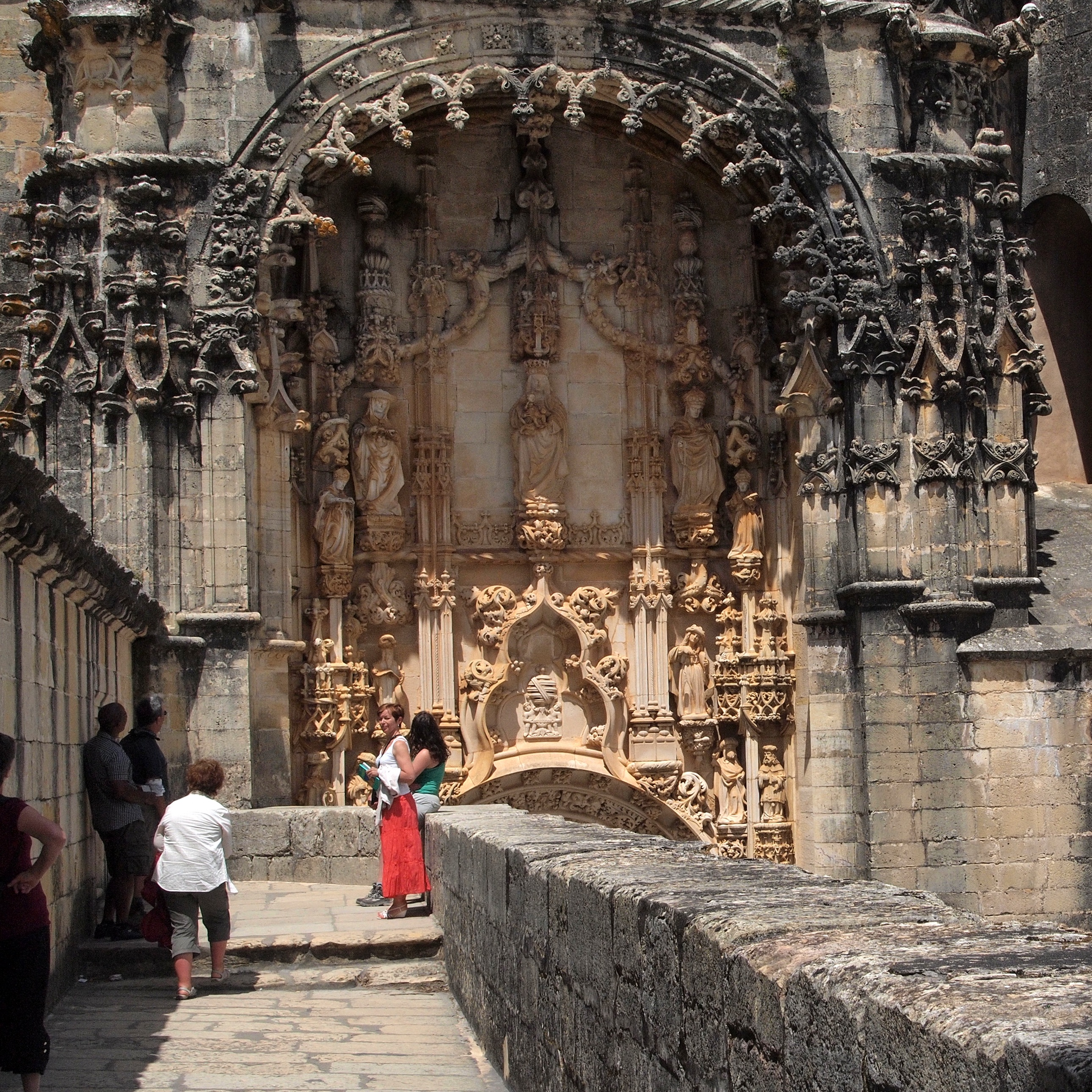
Tympan du portail.
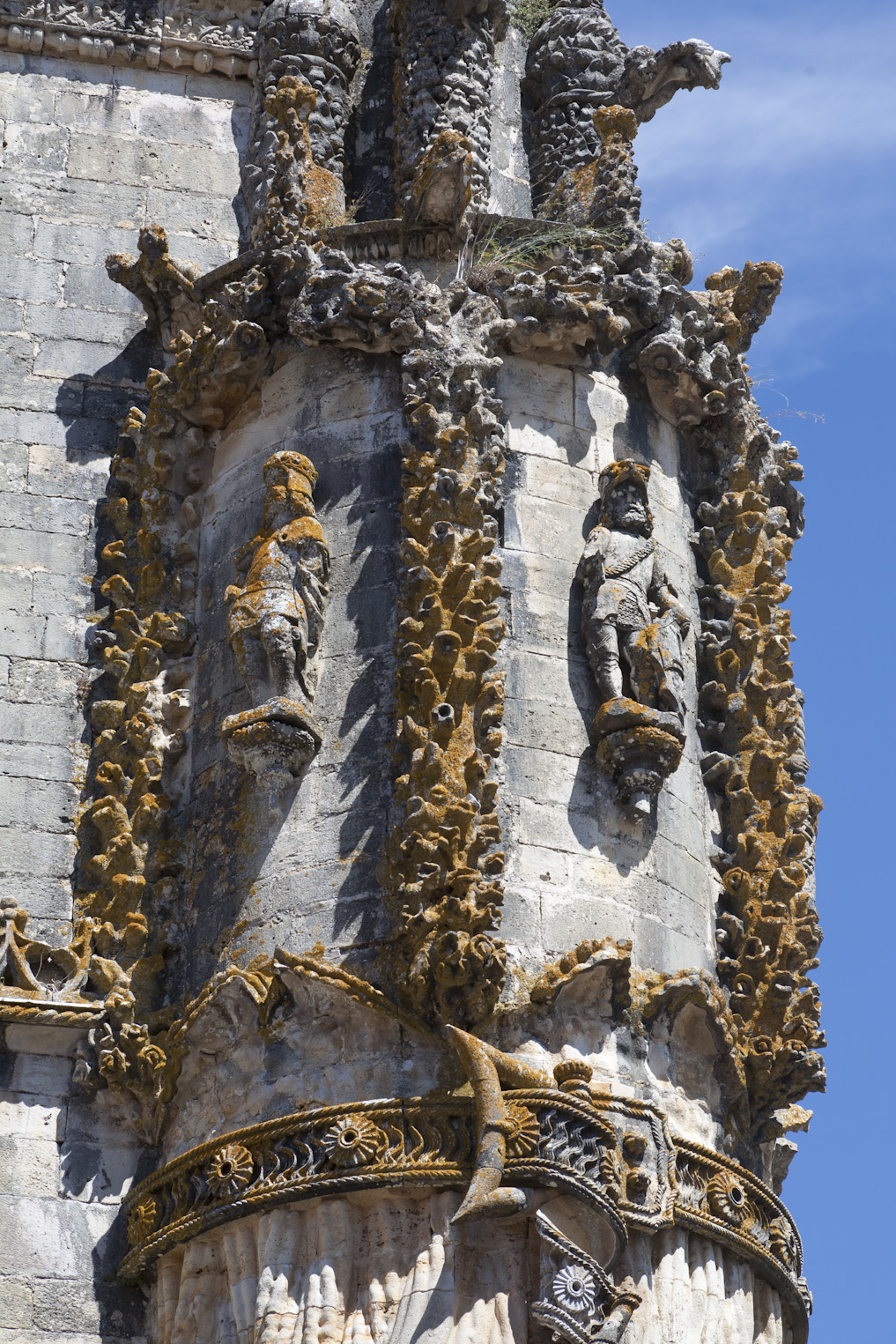
Façade occidentale de l'église (promenoir).
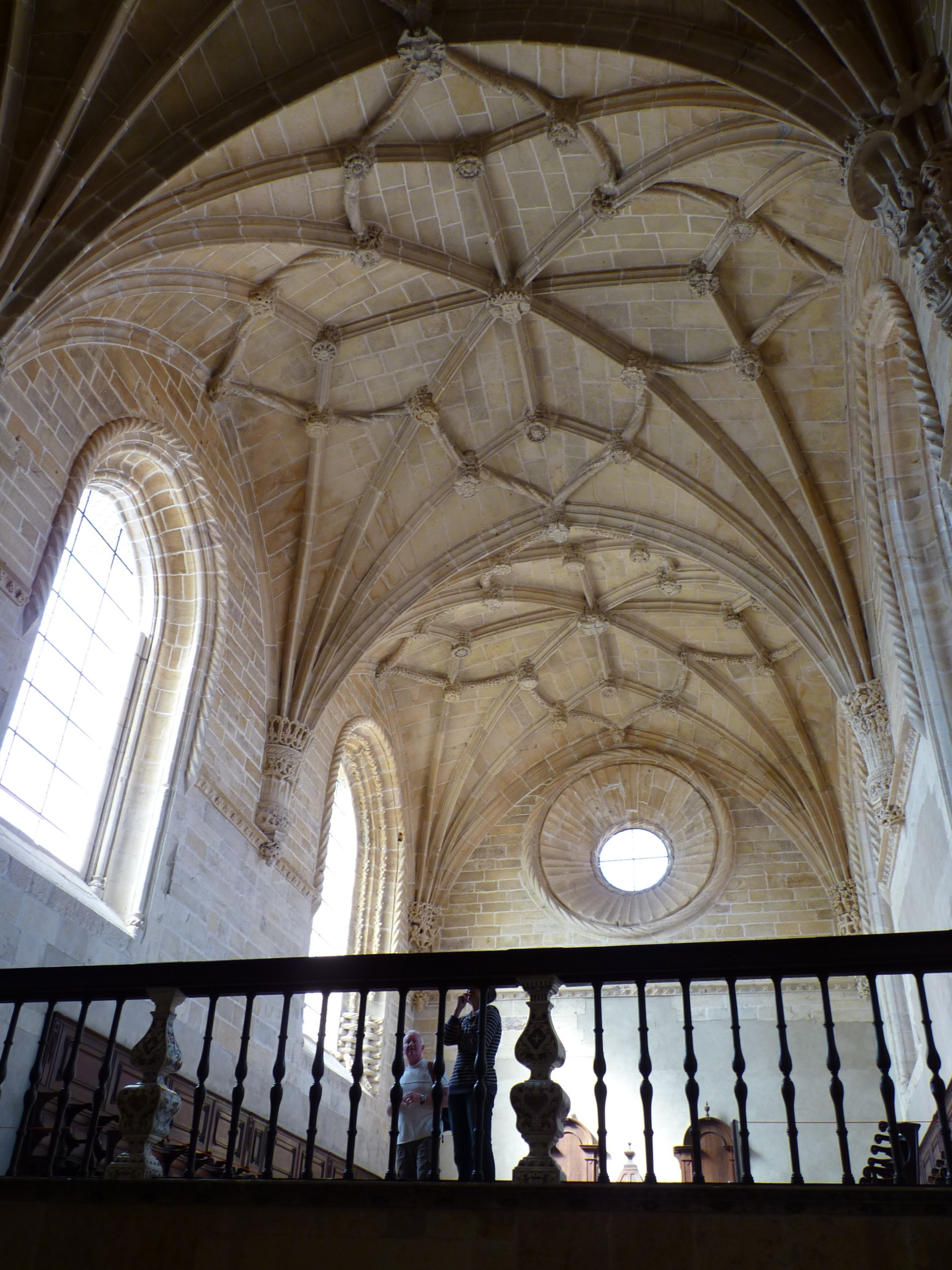
Voûte de la salle capitulaire.

### Les cloîtres

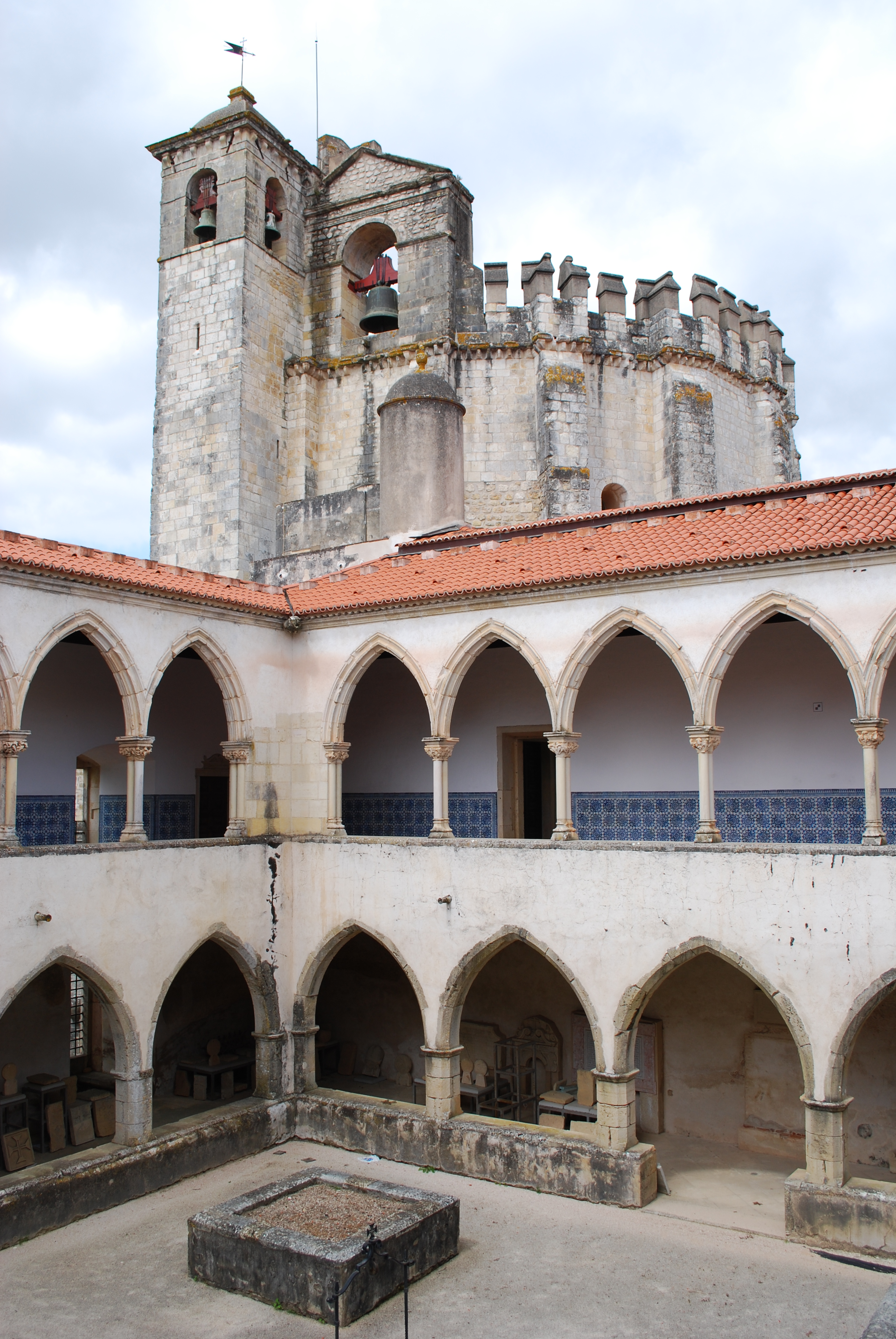
La Rotonde et le cloître de lavage (première moitié du XVe siècle).

Le couvent du Christ comporte au total huit cloîtres, construits entre le XVe et le XVIe siècle. Tous les styles s'y côtoient du gothique, au manuélin, renaissant au néoclassique.
- Claustro da Lavagem (cloître de lavage) : ce cloître gothique de deux étages a été construit vers 1433, sous le règne de Henri le navigateur. Les vêtements des moines y étaient lavés, d'où son nom. Construit sur plan carré, il comporte deux étages et deux réservoirs et un puits-citerne destiné à recueillir l'eau de pluie.

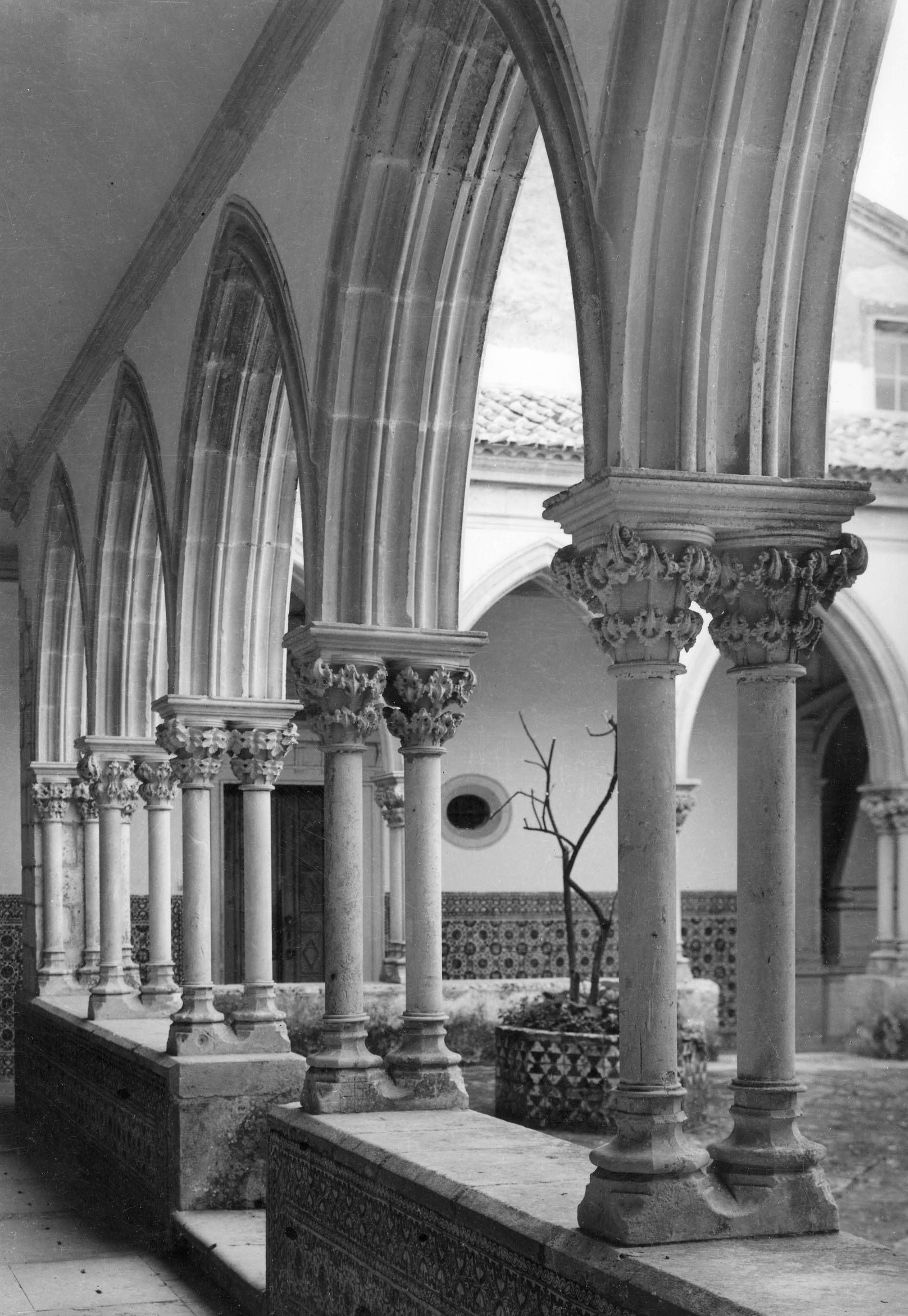
Claustro do Cemitério

- Claustro do Cemitério (cloître du cimetière) : également construit sous Henri le navigateur, ce cloître gothique était le lieu de sépulture des chevaliers et des moines de l'ordre. Les élégantes colonnes jumelles des voûtes comportent de beaux chapiteaux avec des motifs végétaux, et les murs du déambulatoire sont décorés avec des tuiles du XVIe siècle. Dans un tombeau de style manuélin repose Diogo da Gama, le frère du navigateur Vasco de Gama.

- Claustro de Santa Bárbara (cloître de Saint Barbara) : il a été construit au XVIe siècle. La fenêtre de la Chambre du chapitre et la façade occidentale de la nef de l'église sont visibles de ce cloître. Il comporte deux niveaux dont l'inférieur surbaissé et construits de 12 colonnes au chapiteau Renaissance porte le niveau supérieur  en terrasse.

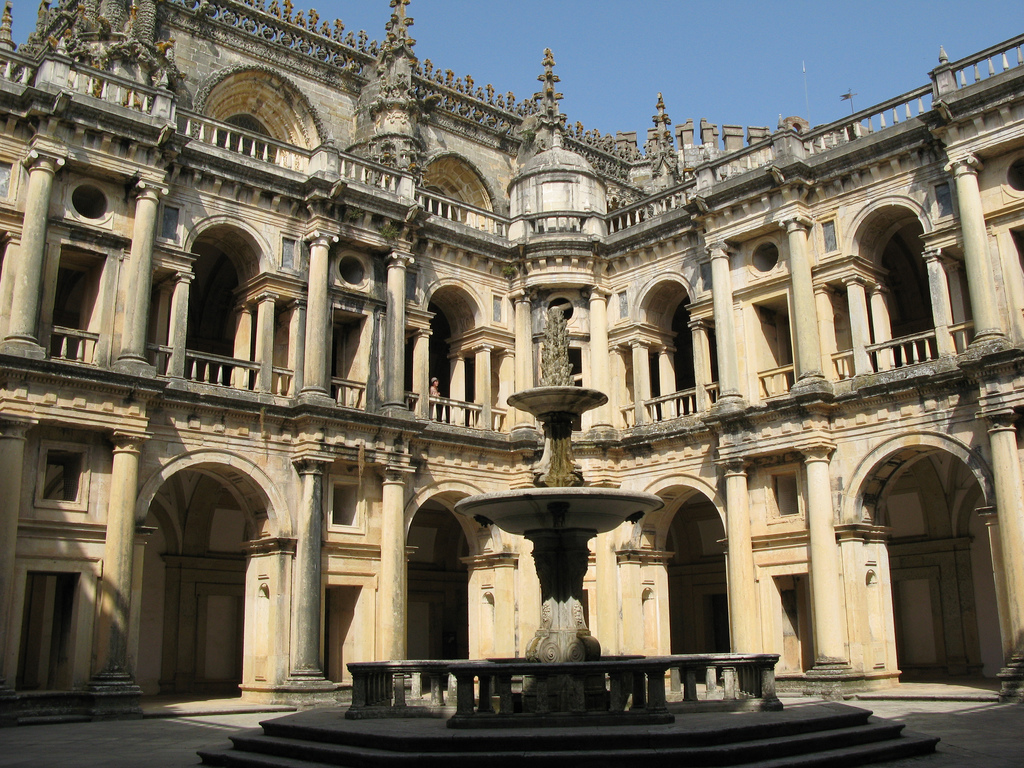
Cloître de D.Joao III, de style Renaissance, commencé en 1533.

- Claustro de D. João III (cloître de Jean III) : commencé sous le règne du roi Jean III de Portugal, appelé aussi Cloître "dos Felipes", car achevé pendant le règne de Philippe Ier de Portugal (qui était également roi d'Espagne sous le nom de Philippe II). Le premier architecte à avoir travaillé sur le bâtiment, à partir de 1557, était l'Espagnol Diogo de Torralva et c'est seulement en 1591 que les travaux ont été achevés par l'architecte de Philippe II, l'italien Filippo Terzi. Ce magnifique cloître de deux étages, qui relie le dortoir des moines à l'église, est considéré comme l'un des exemples les plus représentatifs de l'architecture maniériste au Portugal. Les étages sont reliés entre eux par quatre élégants escaliers hélicoïdaux, situés à chaque coin du cloître.

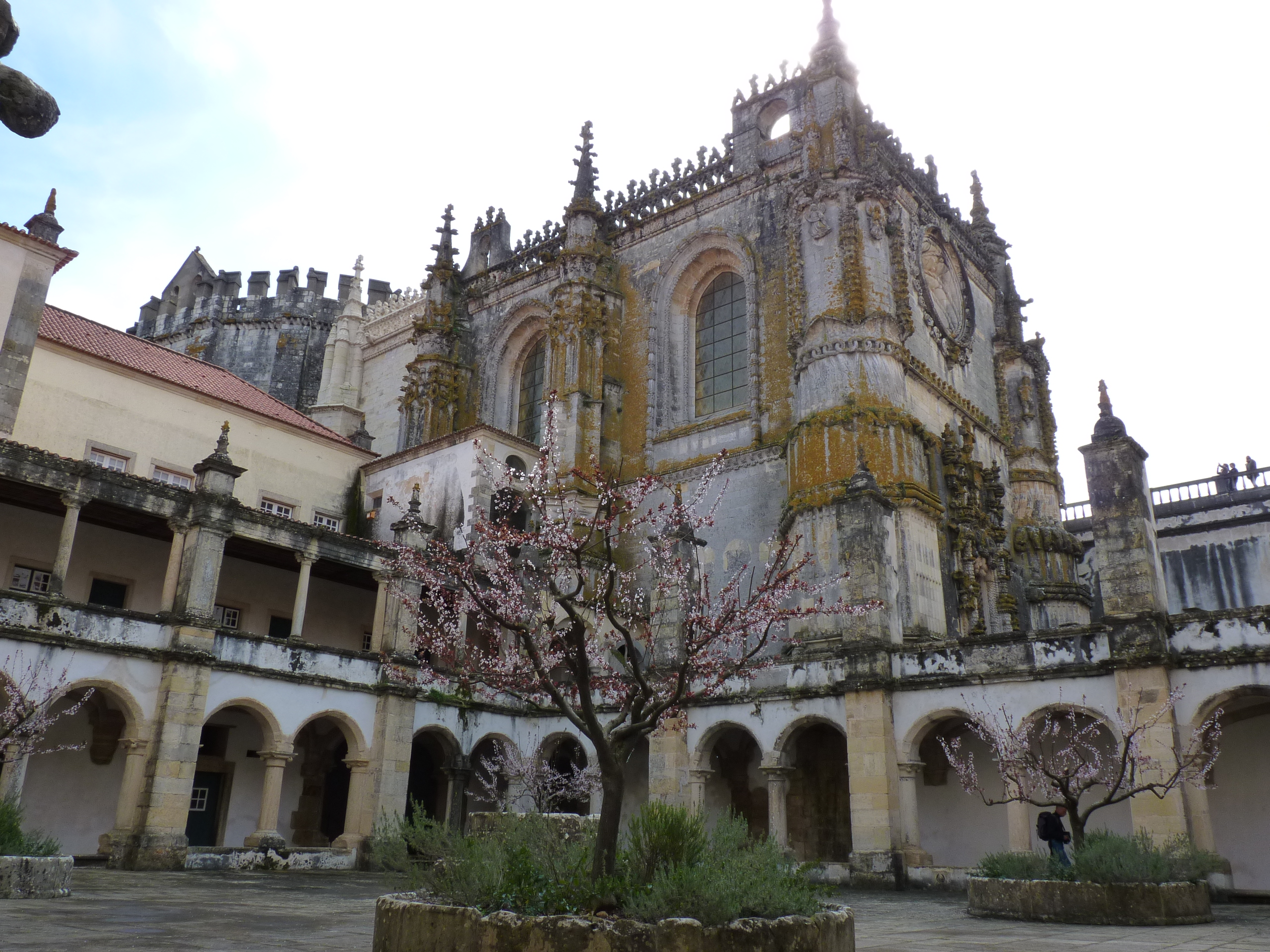
Claustro da Hospedaria

- Claustro da Hospedaria (cloître de l'Hôtellerie) : construit entre 1541 et 1542, il comporte deux niveaux et un supplémentaire au Nord. Il était destiné à accueillir les visiteurs nobles.

- Claustro da Micha

- Claustro das Necessárias (cloître des nécessaires) : où se trouve la bouche du réservoir d'eau, et aussi le puisard souterrain des installations sanitaires du couvent.

- Cloître des Corbeaux